# Gotico internazionale in Italia

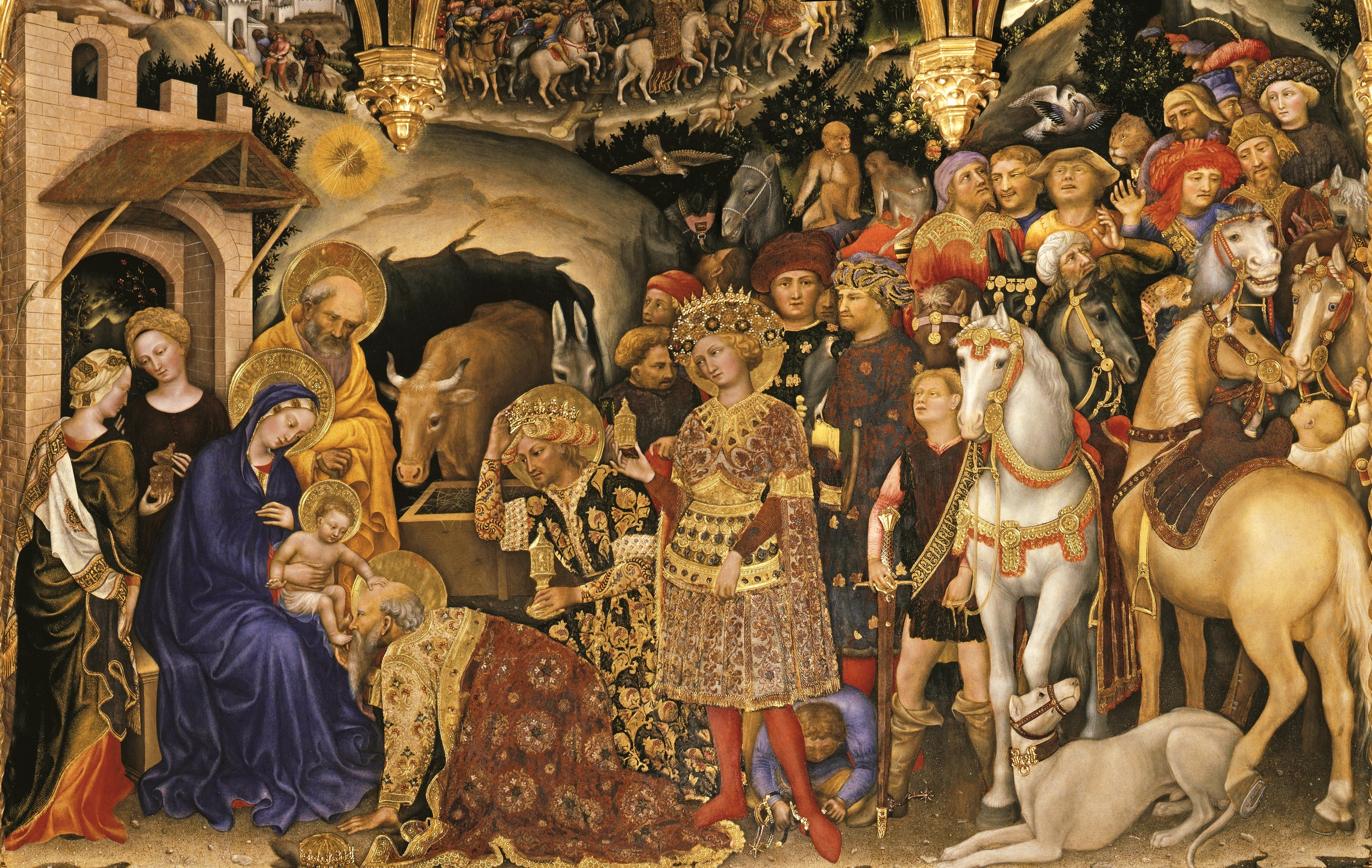
Gentile da Fabriano, Adorazione dei Magi (dettaglio), Galleria degli Uffizi, Firenze (1423).

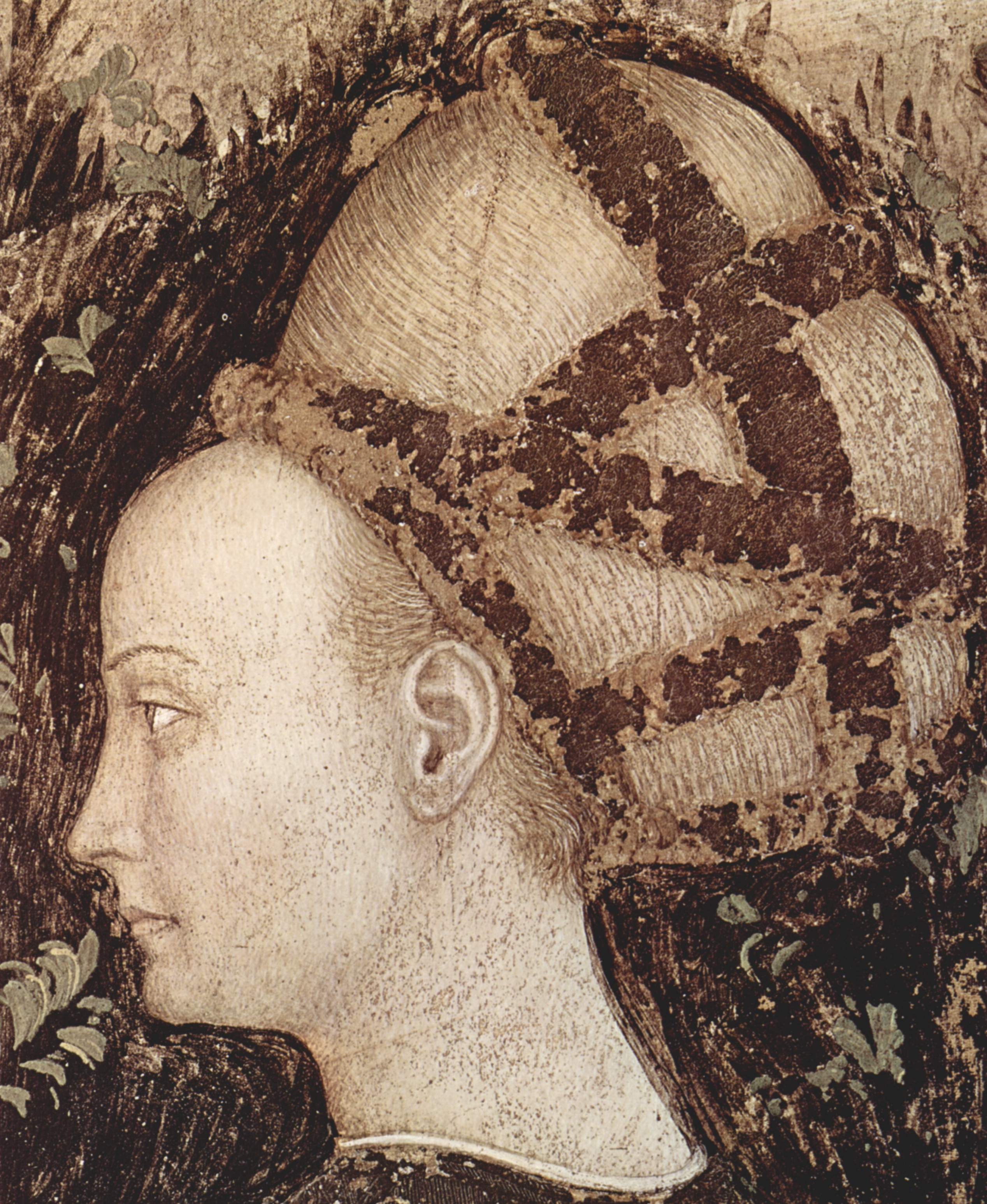
Pisanello, San Giorgio e la principessa (dettaglio, 1436-1438 circa), chiesa di Sant'Anastasia, Verona.

Il gotico internazionale (o tardogotico) è uno stile delle arti figurative databile tra il 1370 circa e, in Italia, la prima metà del XV secolo.
Come sottolinea il nome, questa fase stilistica ebbe un'estensione internazionale, con caratteri comuni, ma anche con molte variabili locali. Lo stile non si diffuse a partire da un centro di irradiazione, come era stato per esempio per il gotico e l'Île-de-France, ma fu piuttosto frutto di un dialogo tra le corti europee, favorito dai numerosi scambi reciproci. Tra queste corti ebbe comunque un ruolo preminente quella papale, in particolare quella avignonese, vero centro di aggregazione e scambio per gli artisti di tutto il continente.
L'Italia, divisa politicamente, fu attraversata da artisti che diffusero questo stile,  spostandosi continuamente (specialmente Pisanello, Michelino da Besozzo e Gentile da Fabriano) e generò anche numerose declinazioni regionali. Il linguaggio gotico "internazionale" significò lo svecchiamento della tradizione gotica (legata ancora a fine del XIV secolo al linguaggio giottesco), ma solo alcune aree offrirono dei contributi originali e da "protagonisti" nel panorama europeo, mentre altre acquisirono solo parzialmente e in maniera più superficiale i singoli stilemi. A Firenze il gotico internazionale entrò precocemente in competizione con il nascente stile rinascimentale, ma incontrò comunque il favore di una committenza ricca e colta, sia religiosa che privata.

## Lombardia

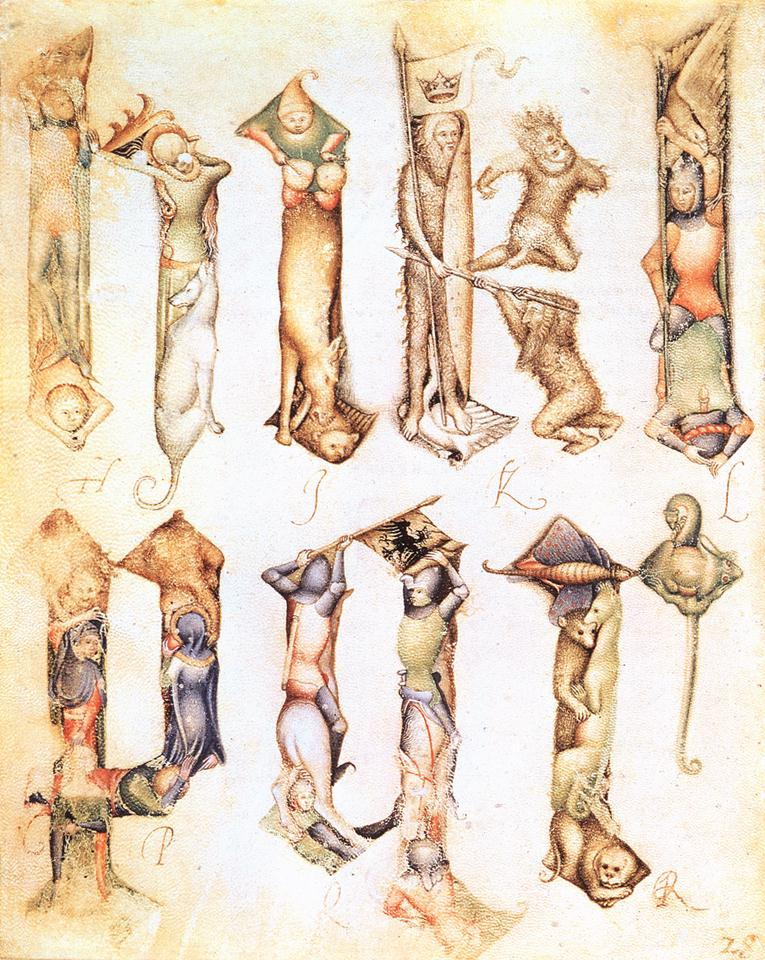
Giovannino de' Grassi, Lettere gotiche figurate (H, I, K, L, P, Q, R), da un libro di modelli, Biblioteca Angelo Mai, Bergamo (1390)

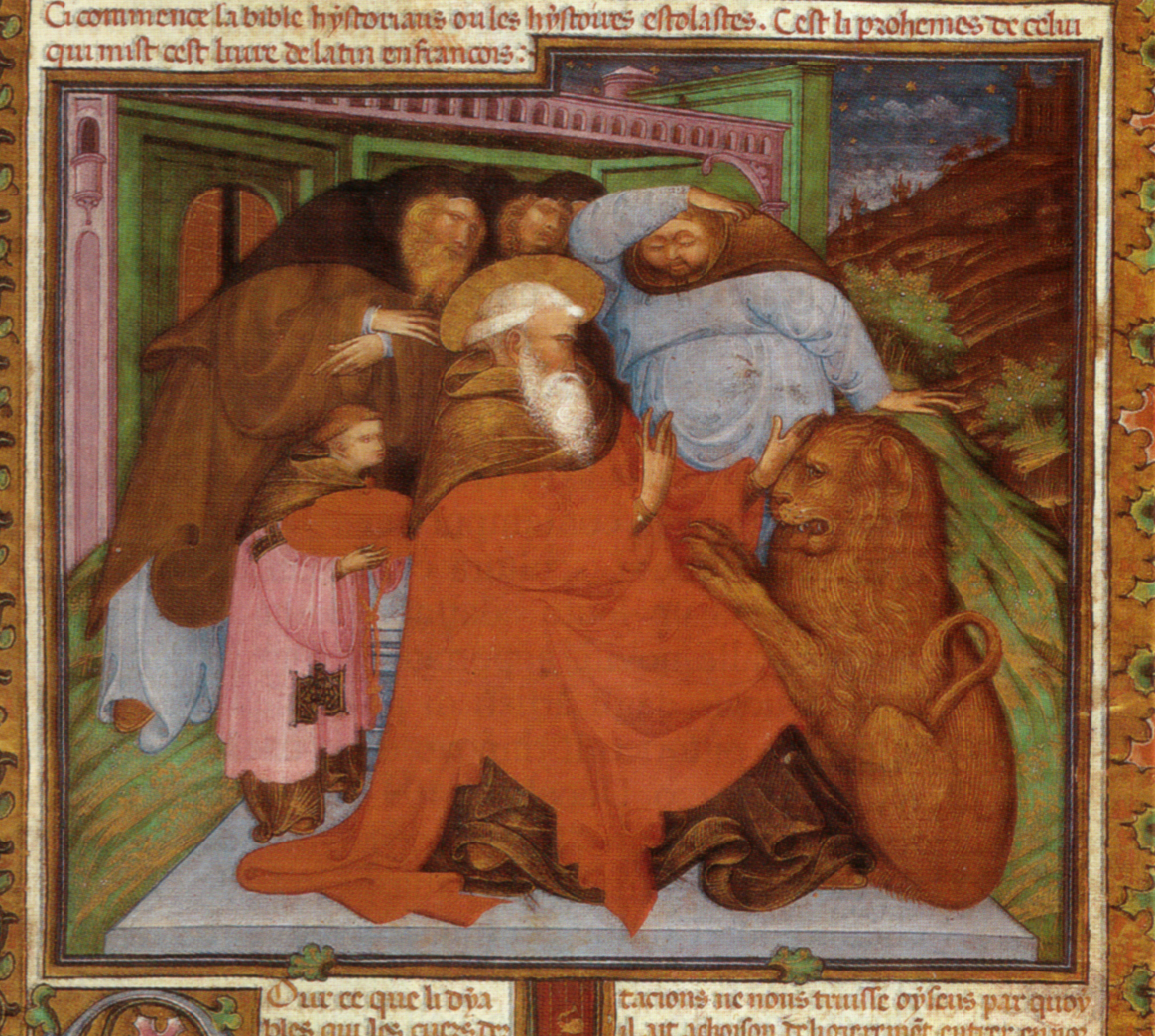
Belbello da Pavia, San Girolamo, dalla Bibbia di Niccolò d'Este (1431-34), Biblioteca apostolica vaticana, Città del Vaticano

Con Gian Galeazzo Visconti (al potere dal 1374 al 1402) venne iniziato un programma politico teso a unificare il nord-Italia in una monarchia. Nel 1386 prese avvio il cantiere del Duomo di Milano, per il quale il Visconti richiamò maestranze francesi e tedesche, mentre nel 1396 lo stesso signore pose la prima pietra della Certosa di Pavia.
L'atelier di miniatori del Visconti era attivo soprattutto a Pavia (nel cui castello aveva sede la corte di Gian Galeazzo) e già dal 1370 circa aveva elaborato una raffinata fusione tra il cromatismo giottesco e i temi cortesi e cavallereschi. Protagonisti di questa prima stagione furono il miniatore anonimo autore del Guiron le Coutois e il Lancelot du Lac, oggi alla Biblioteca nazionale di Francia di Parigi, e Giovannino de' Grassi, che miniò il libro di preghiere detto Offiziolo, con rappresentazioni di grande eleganza lineare, accuratezza naturalistica e preziosità decorativa. La generazione successiva, soprattutto nella personalità di Michelino da Besozzo, elaborò questo retaggio in maniera ancora più libera, fantasiosa e internazionale. Nell'Offiziolo Bodmer usò una linea fluida, colori tenui e un ritmo prezioso nel disegno delle figure, che prescindeva con indifferenza le problematiche spaziali; il tutto era arricchito da freschissimi dettagli naturalistici, presi dall'osservazione diretta.
Lo stile aggraziato di Michelino ebbe successo e un ampio seguito per lungo tempo. Ad esempio, ancora nel 1444, gli affreschi nella Cappella di Teodolinda nel Duomo di Monza dei fratelli Zavattari sono caratterizzati da tinte tenui, personaggi attoniti e senza peso, presi dal mondo cortese; altri esempi si contano anche per la seconda metà del XV secolo.
L'altro filone accanto allo stile dolce di Michelino fu quello grottesco, testimoniato dalle opere di Franco e Filippolo de Veris nell'affresco del Giudizio universale della chiesa di Santa Maria dei Ghirli di Campione d'Italia (1400), o dalle miniature espressive di Belbello da Pavia. Per esempio nella Bibbia di Niccolò d'Este, miniata da Belbello nel 1431-1434, sono usate linee fluide e deformanti, figure fisicamente imponenti, gesti eccessivi e colori accesi e cangianti. A questo lessico si mantenne fedele per tutta la sua lunga carriera, fino a circa il 1470.
In campo profano, i maggiori cicli pittorici oggi conservati, con eleganti scene che illustrano i passatempi della vita cortese, sono il ciclo di affreschi dei cosiddetti Giochi Borromeo nel Palazzo Borromeo a Milano, le decorazioni della Sala degli Svaghi e della Sala dei Vizi e delle Virtù del Castello di Masnago, i cui autori non sono ancora stati identificati e le dame fatte affrescare da Gian Galeazzo nel 1393 nella "sala delle dame" del castello di Pavia, recentemente attribuite a Gentile da Fabriano.

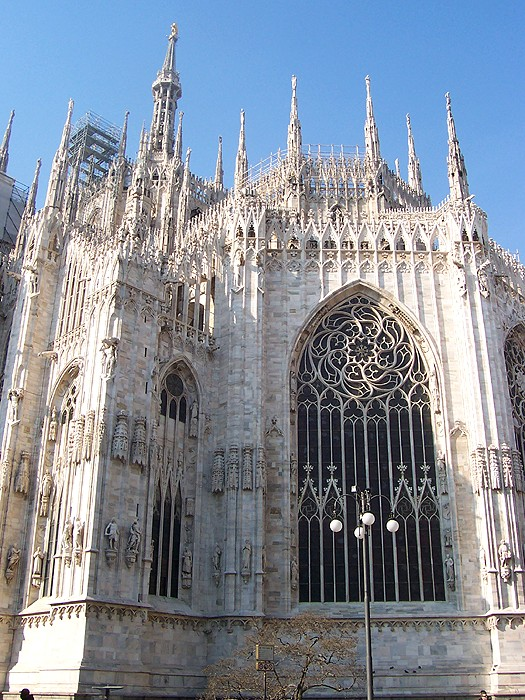
Parte absidale del Duomo di Milano
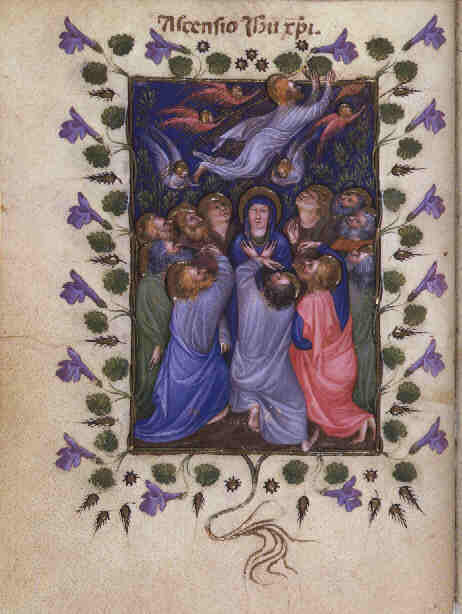
Michelino da Besozzo, Offiziolo Bodmer (libro delle ore), prima metà del XV secolo, Pierpont Morgan Library, New York
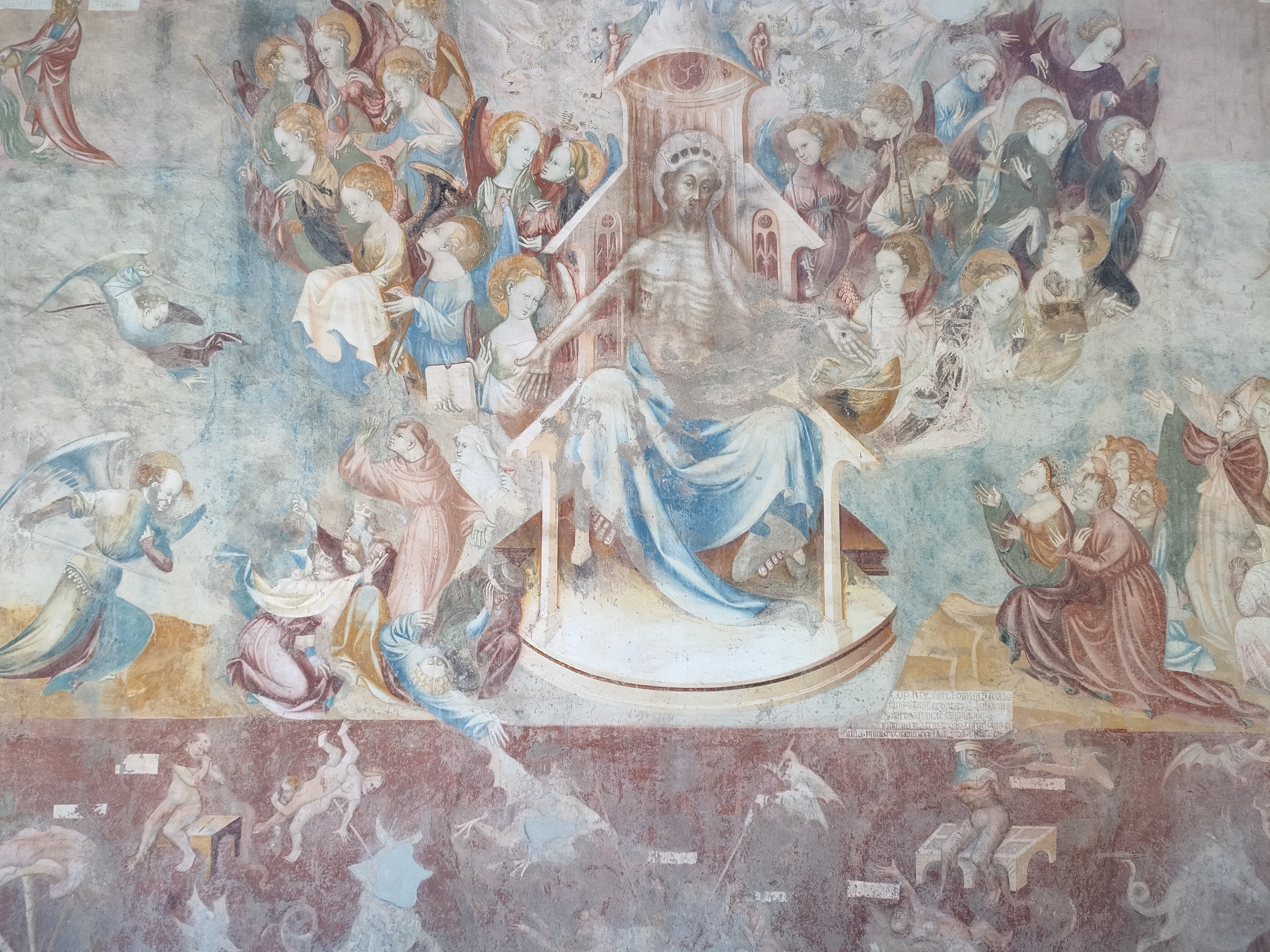
Franco e Filippolo de Veris, Giudizio universale, Santa Maria dei Ghirli, Campione d'Italia (1400).
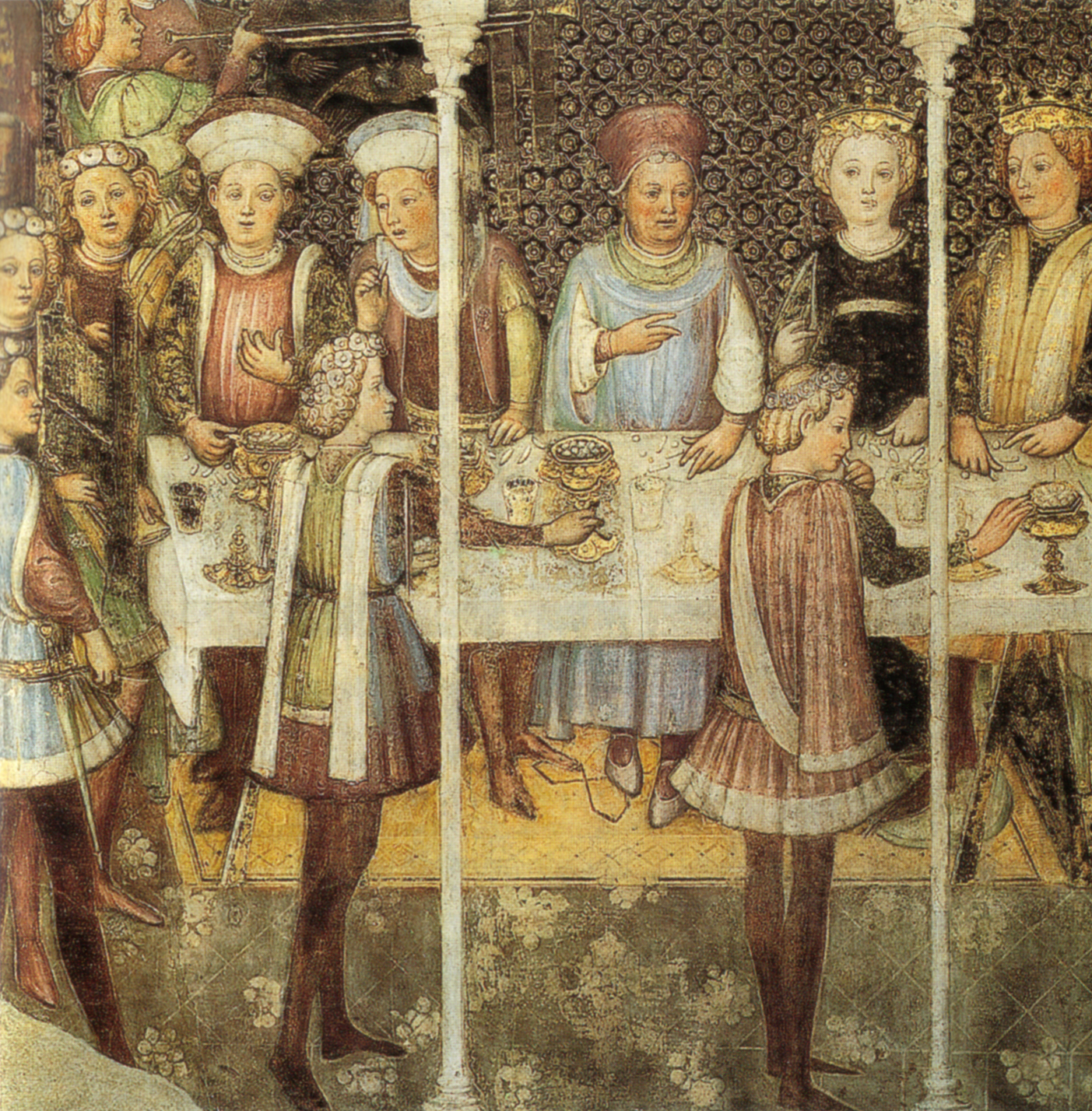
Fratelli Zavattari, Banchetto di nozze, dagli affreschi della Cappella di Teodolinda, Monza (1444).
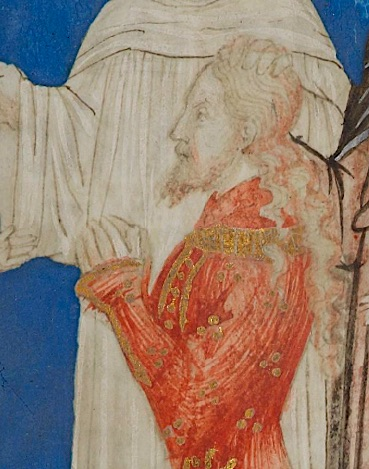
Particolare di Bernando Visconti.
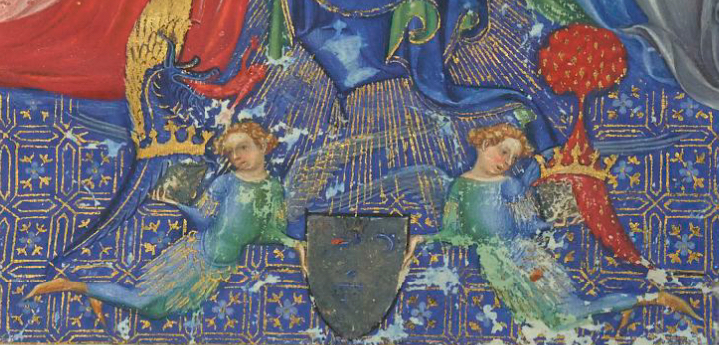
Miniatura di età Viscontea.
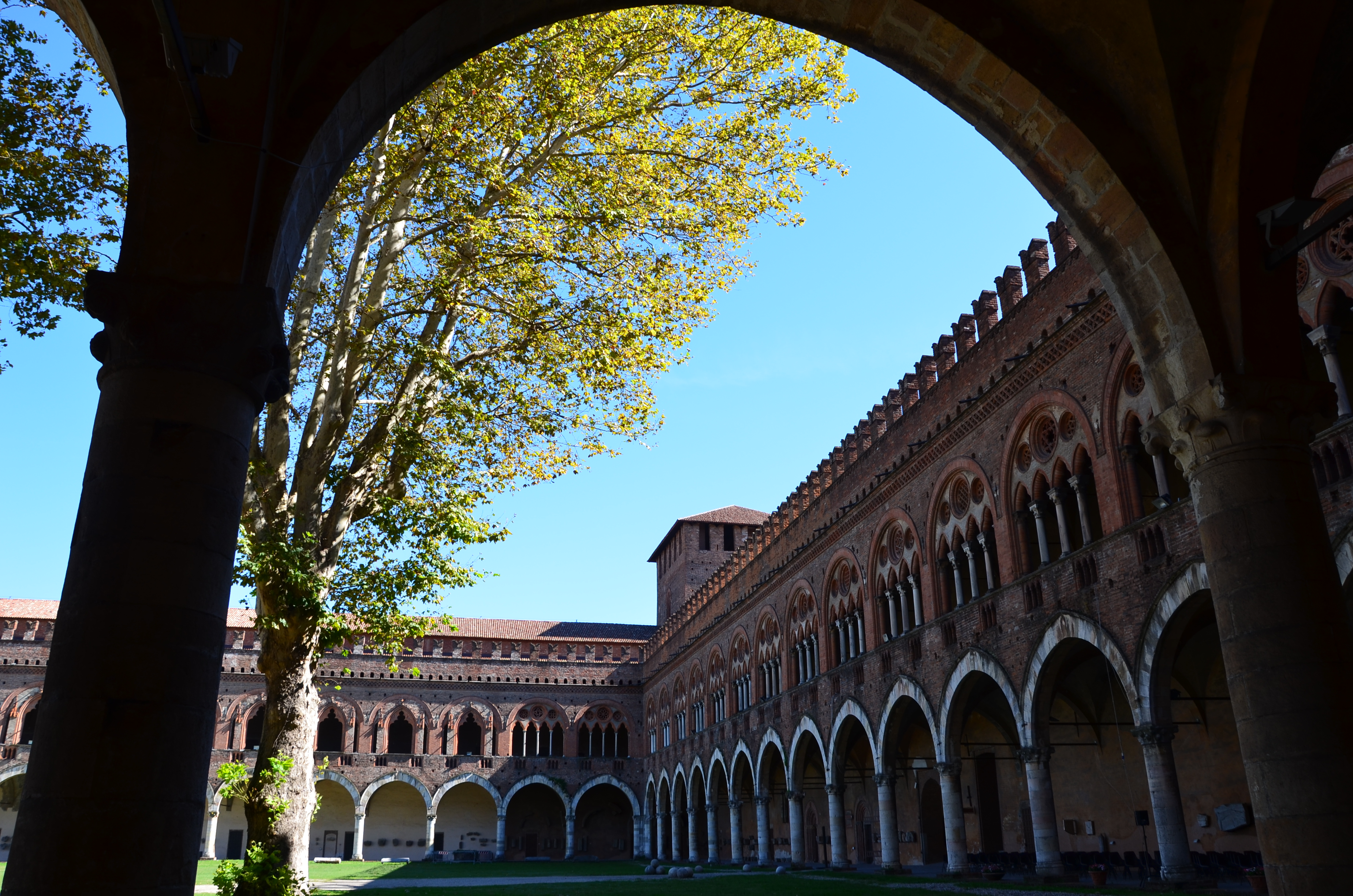
Pavia, Castello Visconteo
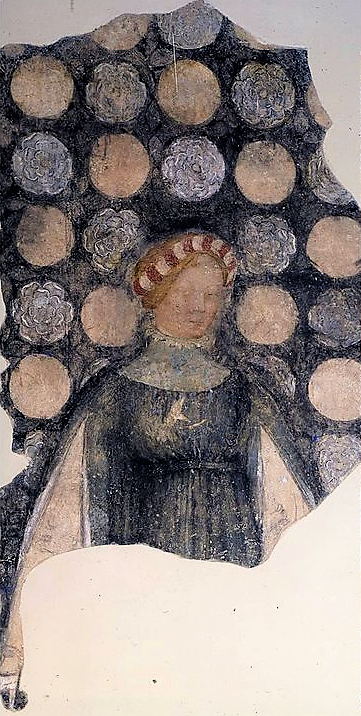
Gentile da Fabriano, Dama, 1393, Pavia, Castello Visconteo
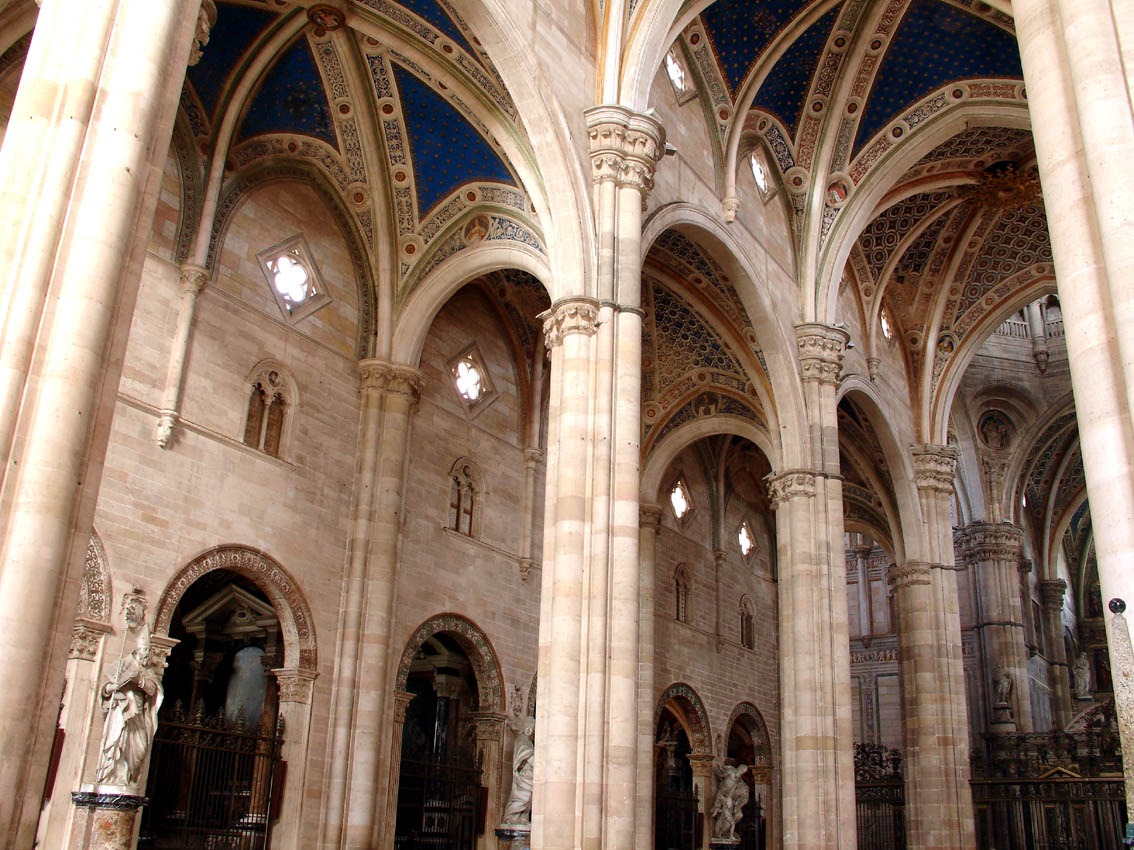
L'interno della Certosa di Pavia

## Venezia

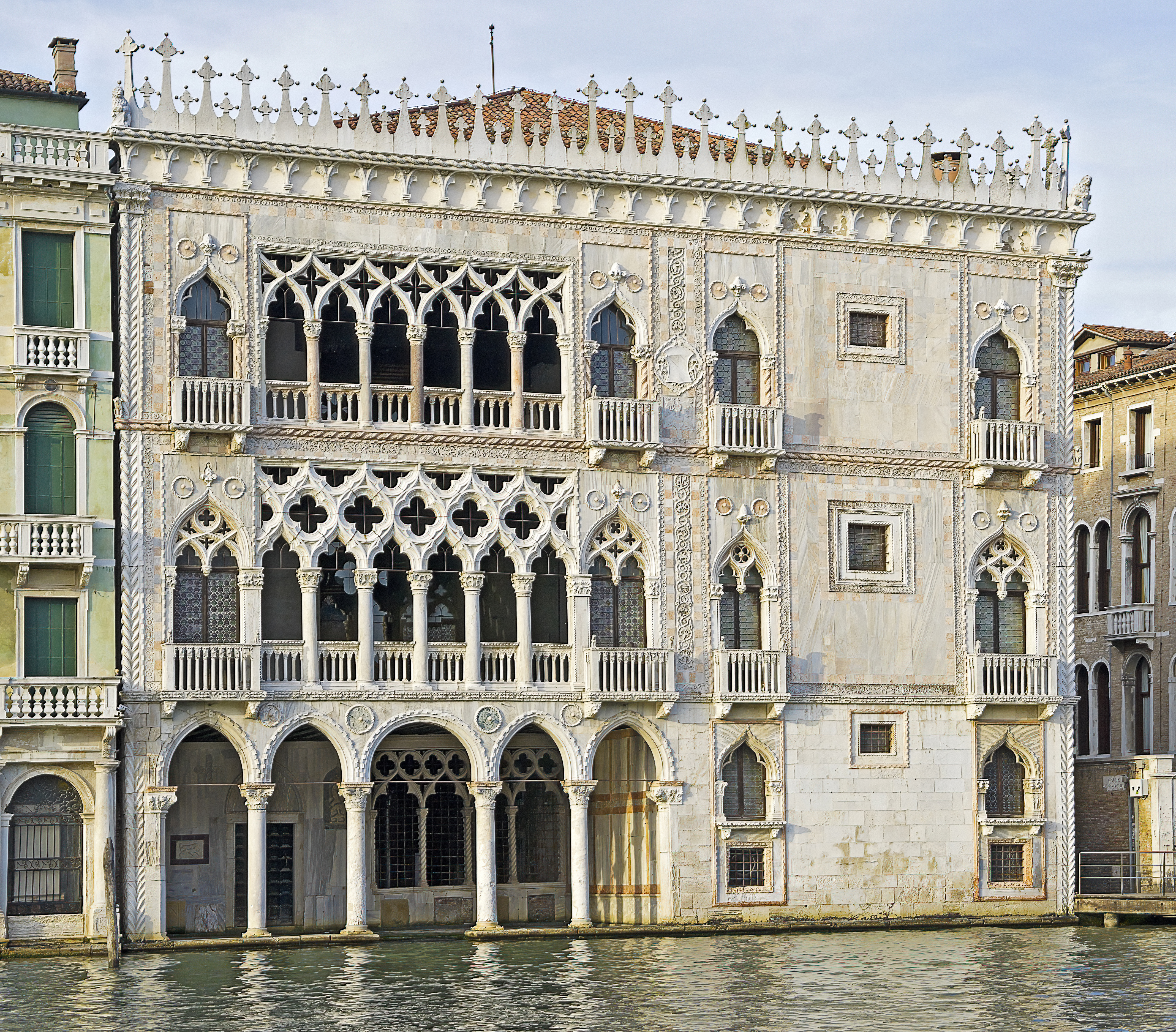
Ca' d'Oro (1421-1440), Venezia.

Nei primi due decenni del XV secolo Venezia diede avvio una svolta politica epocale, concentrando i suoi interessi verso la terraferma, inserendosi più attivamente nel quadro occidentale e distaccandosi progressivamente dall'influenza bizantina. In pittura, scultura e architettura si registrò un contemporaneo innesto di motivi tardo-gotici, amalgamati al sostrato bizantino: le finezze lineari e cromatiche del gotico erano infatti molto affini elle astrazioni sontuose di marca orientale. Il rinnovo fu favorito anche dall'afflusso di artisti di provenienza esterna, arruolati a San Marco e a Palazzo Ducale.
La Basilica fu coronata dalle cupole e fu deciso, nel 1422, di prolungare Palazzo Ducale sul lato della piazza, fino a San Marco, continuando lo stile della parte precedente, trecentesca. Si consacrò così uno stile architettonico "veneziano", svincolato dalle mode europee del momento, che venne riusato per secoli. Appartengono a questo stile le eleganti polifore a archetti finemente ornati della Ca' Foscari, del Palazzo Giustinian e della Ca' d'Oro, dove un tempo la facciata era anche decorata da smaglianti dorature ed effetti di policromia. Questi palazzi sono caratterizzati da un portico al piano terra aperto sull'acqua, per l'attracco dei natanti, mentre il piano superiore è illuminato da grandi polifore, di solito in corrispondenza del salone centrale, al quale si arriva da uno scalone che serve anche gli altri ambienti. Gli archetti e i lapicini creano decorazioni fitte e modulari, che moltiplicano le aperture e creano ritmi di chiaroscuro da merletto.
Palazzo Ducale venne coperto di affreschi tra il 1409 e il 1414, con artisti esterni di grande fama, quali Pisanello, Michelino da Besozzo (forse) e Gentile da Fabriano, opere oggi quasi totalmente perdute per varie cause. L'influenza veneziana si vede in alcune opere di Gentile, come l'Incoronazione della Vergine del Polittico di Valle Romita (1400-1410), eseguito per un eremo nei pressi di Fabriano.

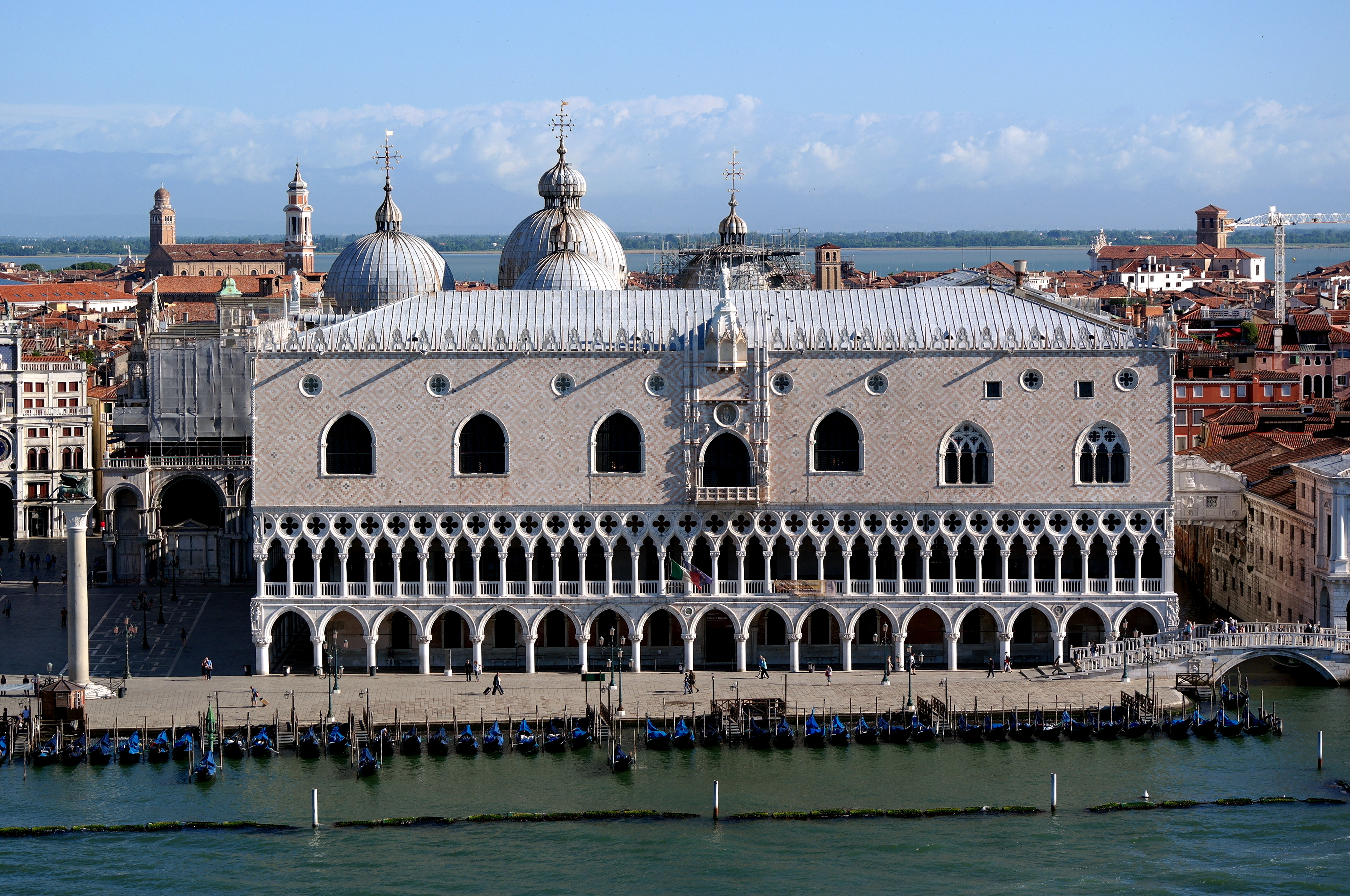
Palazzo Ducale (completato dal 1422).
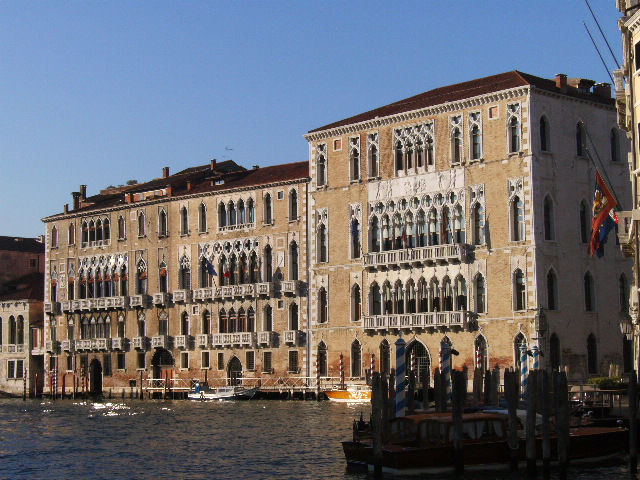
Palazzo Giustinian e Ca' Foscari (XV secolo).
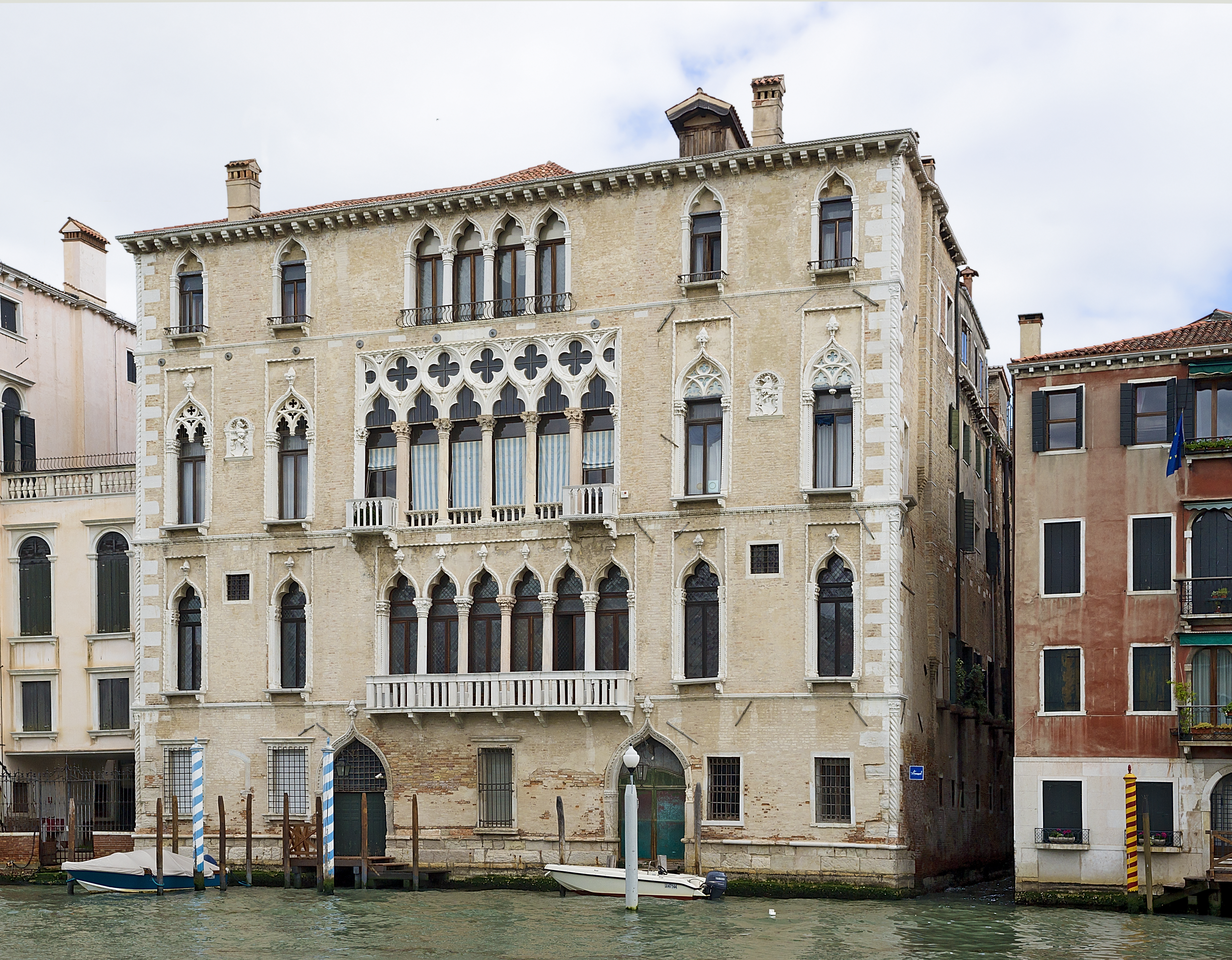
Palazzo Bernardo (prima metà del XV secolo).
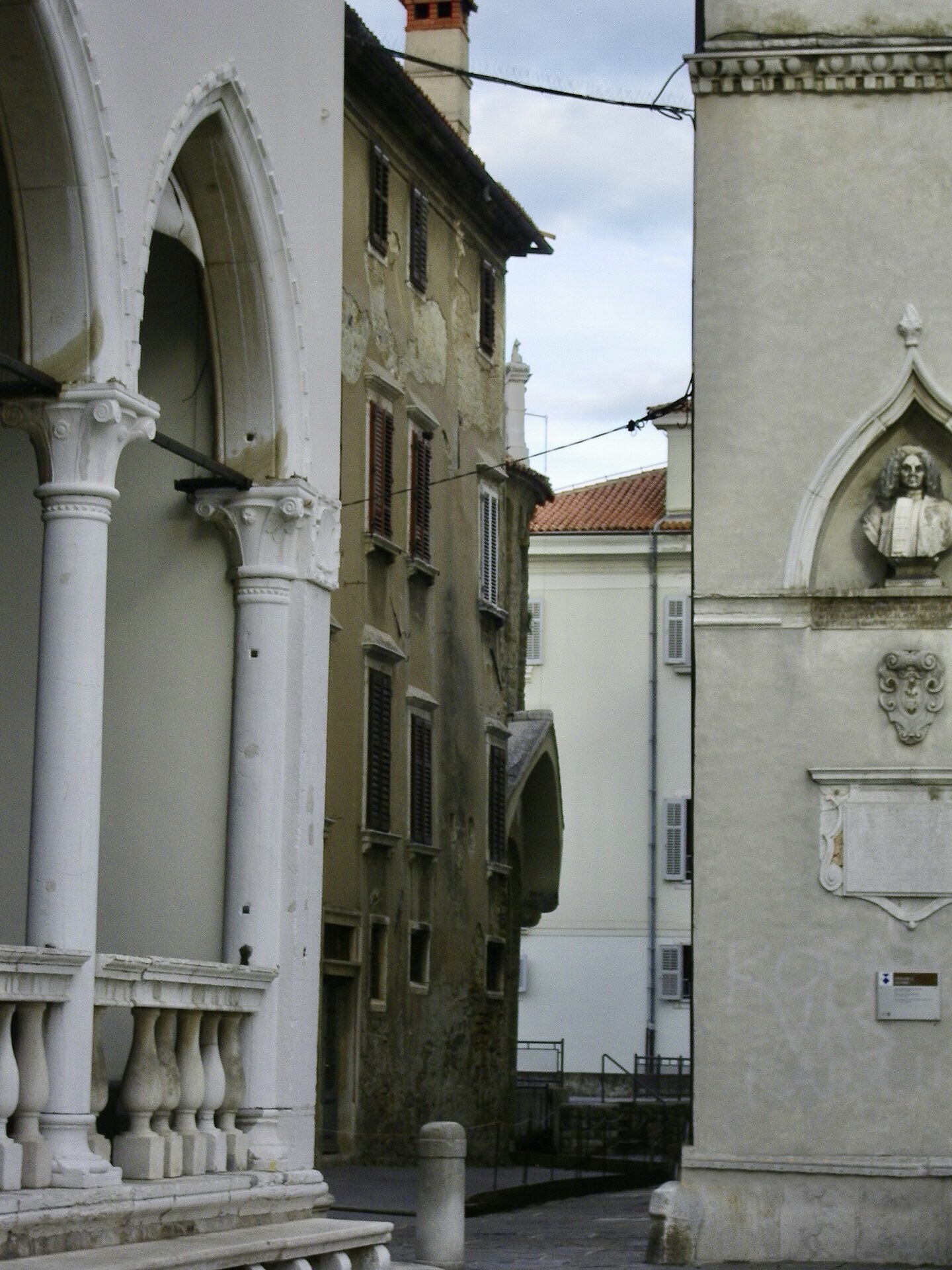
Gotico a Capodistria.

## Verona

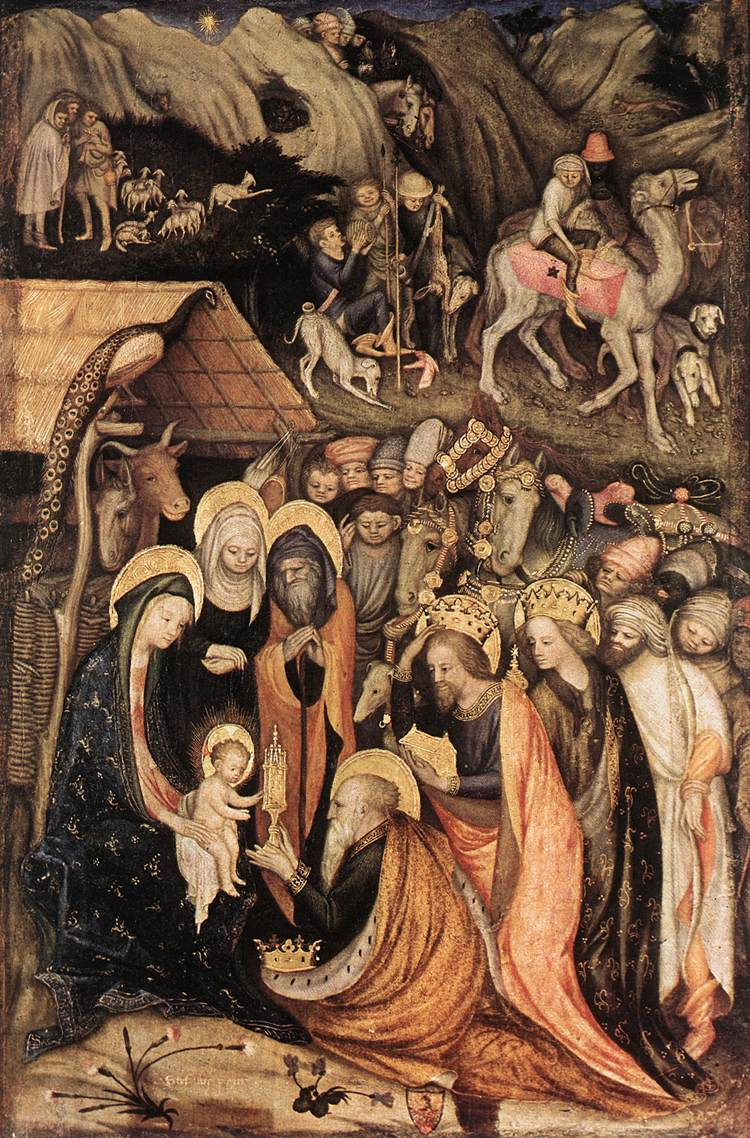
Stefano da Verona, Adorazione dei Magi, 47x72 cm, Pinacoteca di Brera, Milano (1435).

Verona, per quanto sottomessa a Venezia dal 1406, mantenne a lungo una propria scuola artistica, più vicina alla stile lombardo, portato dalla dominazione viscontea precedente e dal soggiorno di artisti come Michelino da Besozzo (Madonna del Roseto, 1435 circa).
Importante fu il pittore Stefano da Verona, figlio di un pittore francese (Jean d'Arbois già al servizio di Filippo II di Borgogna e di Gian Galeazzo Visconti). Nell'Adorazione dei Magi (firmata e datata 1435), costruì con tratti morbidi e linee sinuose una delle migliori opere del gotico internazionale, prestando grande cura ai dettagli, alla resa delle materie preziose e delle stoffe, alla calibrazione della composizione affollata, con un gusto soprattutto lineare.
Ma l'artista più importante attivo a Verona fu Pisanello, che portò al culmine l'arte figurativa settentrionale. Nella Cappella Pellegrini della chiesa di Santa Anastasia si trova la sua opera tarda ma più conosciuta, il San Giorgio e la principessa, dove in una maniera del tutto personale mescolò eleganza dei dettagli e tensione della narrazione, raggiungendo vertici di "idealizzato realismo". Oggi le pitture non sono in stato di conservazione ottimale, con molte alterazioni della superficie pittorica e la perdita di tutto il lato sinistro. Pisanello in seguito si trasferì ad altre corti italiane (Pavia, Ferrara, Mantova, Roma), dove diffuse le sue conquiste artistiche venendo a sua volta influenzato dalle scuole locali, con particolare riguardo alla riscoperta del mondo antico promossa già dal Petrarca, alla quale si votò copiando numerosi rilievi romani in disegni che ci sono in parte pervenuti. Straordinaria è anche la sua produzione di disegni, veri e propri studi dal vero, tra i primi nella storia dell'arte ad acquistare un valore indipendente dall'opera su tavola finita.

## Vicenza
A Vicenza un notevole esempio di architettura tardogotica è costituito da Casa Pigafetta.

## Trentino Alto Adige

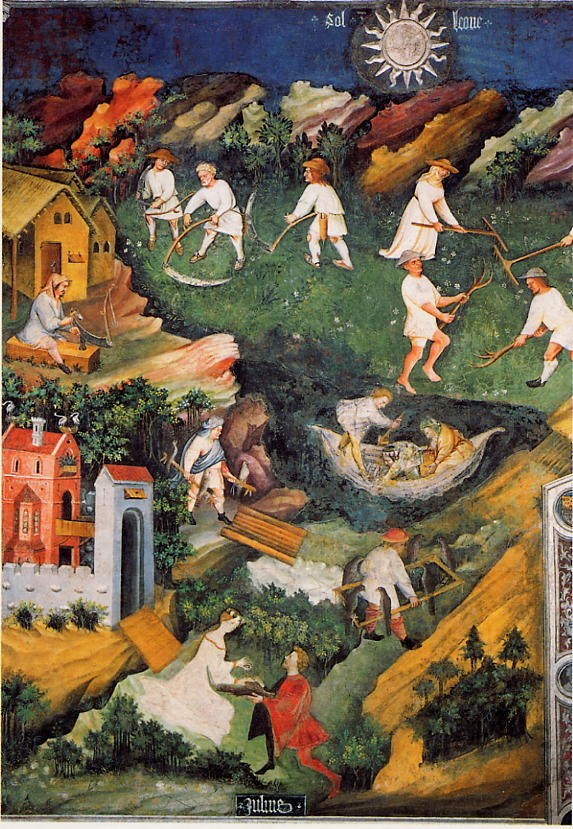
Maestro Venceslao (attr.), Luglio, Ciclo dei Mesi, Trento (1430 circa).

Il Trentino era legato oltre l'arco alpino ai paesi di lingua tedesca e a quelli dell'Europa centrale. Tutta la zona è ricca di cicli profani, tra i quali spicca per ricchezza e qualità l'opera del Maestro Venceslao, di origine boema, che decorò la torre dell'Aquila nel Castello del Buonconsiglio di Trento con il Ciclo dei Mesi, su commissione di Giorgio di Lichtenstein. Le scene sono ricche di dettagli desunti dalle iconografie dei Tacuina sanitatis, con un fitto intreccio tra mondo cavalleresco e mondo quotidiano, privo però di note grottesche.
Altra interessante testimonianza, nell'area alpina, è l'affresco delle Sibille, ritrovato a Cortina d'Ampezzo. L'affresco è pervenuto frammentario: la scena raffrontava probabilmente sei o più Sibille raffrontate a coppie, con in mano dei cartigli. Ne sono rimaste cinque: da sinistra, si riconosce la "Sibilla Valuensis", simbolo della giustizia. La seconda, con in mano una palma, potrebbe essere la "Sibilla Nicaulia" o "Tiburtina". La sibilla centrale con tre leoni, secondo il cartiglio che regge in mano, è la "Sibilla Portuensis"; ma potrebbe anche trattarsi della "Sibilla Libica", per la presenza dei leoni. La quarta, la meglio conservata dovrebbe essere la "Sibilla Eritrea", che indica con la mano destra i raggi del Sole. La quinta sibilla indossa una corona diversa e guarda verso l'esterno.
Johannes Hinderbach Vescovo di Trento, ampliò la sua dimora il Castello del Buonconsiglio a Trento realizzando fra l'altro una loggia veneziana con capitelli corinzi ancora in forme gotiche nel XV secolo.
In Alto Adige sono rilevanti e pregevoli gli affreschi con cicli cavallereschi e profano-cortesi di Castel Roncolo e Castello di Rodengo, mentre in Trentino sono da ricordare quelli del Castello di Avio.

## Savoia, Piemonte e Valle d'Aosta

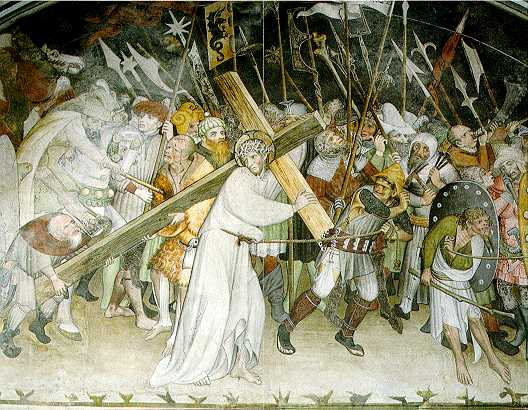
Giacomo Jaquerio, Salita al Calvario, abbazia di Sant'Antonio di Ranverso (1430 circa).

Tutto l'arco alpino fu da sempre attraversato, tramite i passi, da vari flussi di viaggiatori, per questo fu luogo di facili scambi culturali.
In Piemonte Amedeo VIII collegò il suo ducato tramite stretti rapporti diplomatici al Berry e alla Borgogna, arrivando a sposare Maria di Borgogna, la figlia del duca di Borgogna Filippo l'Ardito. L'arte prodotta alla sua corte rispecchiava questo clima cosmopolita, con artisti come Giacomo Jaquerio.
Egli prese come modello la scultura borgognona, ma sviluppò presto un linguaggio più personale, dove convivevano le più raffinate dolcezze stilistiche e le più acute raffigurazioni espressive, come nella commovente Salita al Calvario affrescata nell'ex-sagrestia della chiesa di Sant'Antonio a Ranverso (1430 circa). Nella grande varietà di tipi umani del corteo attorno al Cristo prevale un senso lineare grazie alla marcata linea nera dei bordi, ma ogni soggetto si stacca espressivamente dallo sfondo neutro e dal gruppo, creando una visione drammatica e priva di sentimentalismi.
Il Maestro del Castello della Manta, già identificato in passato con Jaquerio e oggi considerato una personalità a parte, dipinse verso il 1420 un ciclo di affreschi di grande pregio nel castello presso Saluzzo, ricchissimo di elementi cortesi su un luminoso, ma piatto, sfondo bianco. In scene come la Fontana della Giovinezza, il mondo fiabesco dalle linee sinuose, tratto dalle miniature private, viene trasferito su scala monumentale, con una grande cura al dettaglio e numerose scenette di genere: il pesante arrancare degli anziani, gli uomini che si svestono, la vecchia che fa da scaletta a un suo coetaneo indolenzito, le scene d'amore e di gioia dentro l'elaborata fontana gotica miracolosa.
In Valle d'Aosta appartengono al gotico internazionale gli affreschi presenti nel Castello di Fénis e nel Castello di Issogne.

## Marche e Umbria

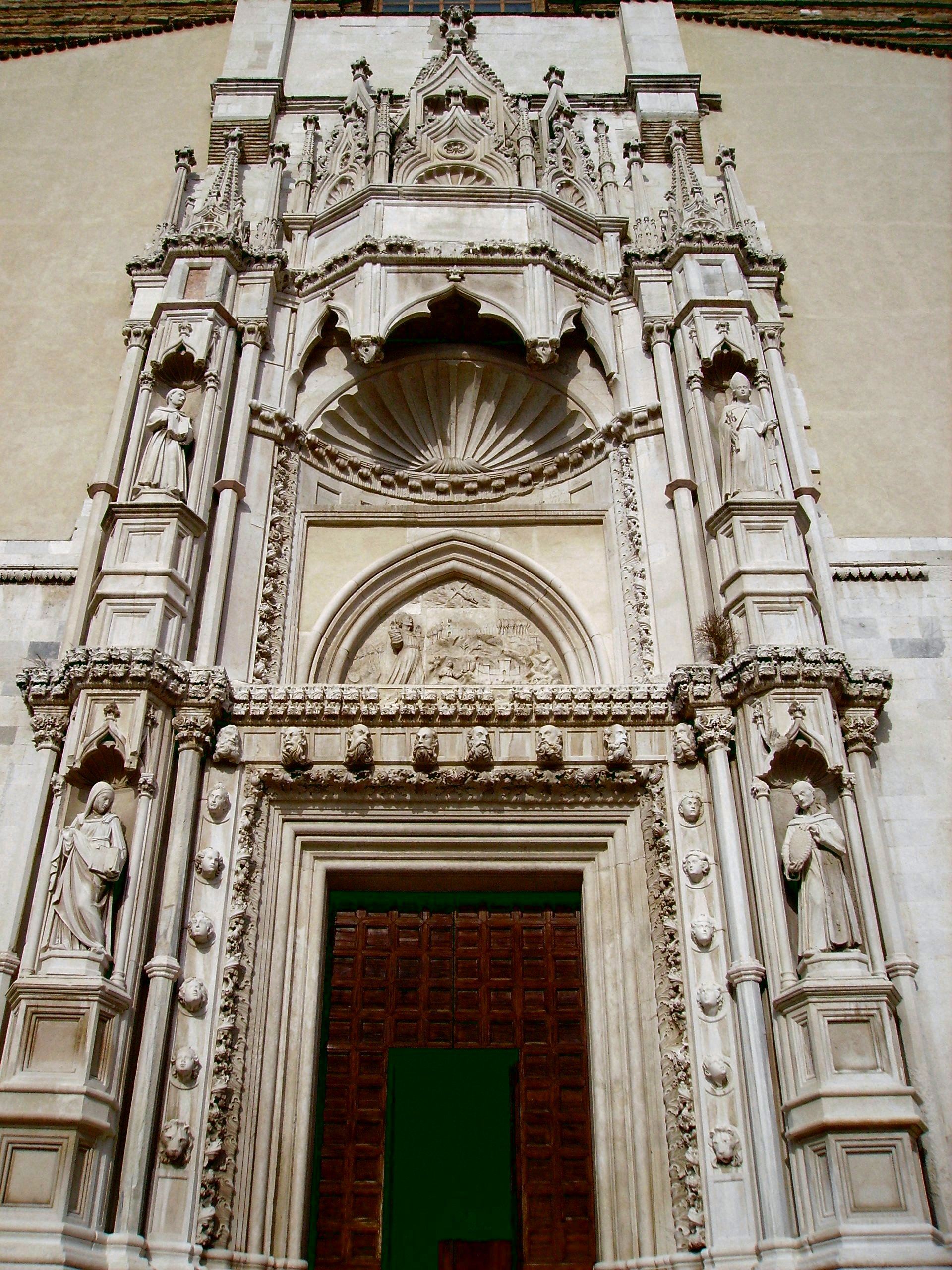
il portale di San Francesco alle Scale di Ancona.

Nelle Marche si ebbe una stagione di improvvisa fioritura artistica grazie al nascere di particolari rapporti politici e commerciali ad ampio raggio.
Le piccole signorie locali intrapresero attivissima scambi con l'area emiliana, veneta e lombarda, come durante la signoria di Pandolfo II Malatesta, signore di Fano, ma anche di Bergamo e Brescia, o durante l'alleanza di molti piccoli signori locali con Gian Galeazzo Visconti in funzione antifiorentina.
Ancona, antagonista e al tempo stesso ammiratrice della Serenissima, dalla metà del XV secolo iniziò un ambizioso restyling dei suoi monumenti secondo le ultime tendenze dell'epoca, seguendo lo stile veneziano. Artefice di questa svolta fu l'architetto Giorgio di Matteo, chiamato per la prima volta in città dalla famiglia di armatori Benincasa che gli commissionarono la costruzione del nuovo palazzo di famiglia. In seguito il Consiglio della Repubblica gli affidò in sequenza le costruzioni della Loggia dei Mercanti nel 1451, della Chiesa di San Francesco alle Scale dove nel 1454 realizzò il portale, uno dei suoi più alti capolavori, e la Chiesa di Sant'Agostino, dove nel 1460 realizzò un altro notevole portale.
A San Severino Marche la famiglia Smeducci ebbe un periodo di notevole prosperità economica con traffici oltre la regione. Questa apertura economica e culturale si riflette in opere come il Matrimonio mistico di santa Caterina di Lorenzo Salimbeni (1400, Pinacoteca comunale di San Severino), caratterizzata da un vorticoso movimento delle linee dei panneggi, da colori irreali e da un minuto realismo nei dettagli, secondo i più aggiornati modelli lombardo-emiliani e francesi. Capolavoro dei fratelli Salimbeni, in ottimo stato di conservazione, sono gli affreschi dell'oratorio di San Giovanni Battista a Urbino.
A San Ginesio si riscontra una tangibile testimonianza di apporti oltramontani in campo architettonico con un'ornata decorazione in terracotta applicato alla vecchia facciata della Collegiata di Santa Maria Assunta nel 1421 da un tale maestro Enrico Alemanno, bavarese fratello di Pietro Alemanno, rendendola così l'unico esempio del tardo gotico, precisamente gotico fiorito, delle Marche.
Gentile da Fabriano, nativo della città marchigiana, vicina all'Umbria, fu uno dei più grandi esponenti dello stile tardo gotico in tutta la penisola. Nutrito di una formazione umbro marchigiana con influssi lombardi, assunti in seguito ai frequenti viaggi, favorì il fiorire dello stile tardo gotico dapprima non lontano dal suo entroterra (esemplari sono gli affreschi di impronta umanistica all'interno del Palazzo Trinci di Foligno), facendosi poi notare anche più lontano: ancora oggi a Firenze, nella Galleria degli Uffizi, è esposta l'Adorazione dei Magi (Adorazione dei Magi (Gentile da Fabriano)), la sua più grande opera. In Umbria lo stile tardo gotico fiorì anche grazie ai fratelli Salimbeni. A Gubbio si formò Ottaviano Nelli, che lavorò in tutta la regione.
A Terni furono attivi Francesco di Antonio, più comunemente chiamato Maestro della Dormitio di Terni, e Bartolomeo di Tommaso.

## Firenze

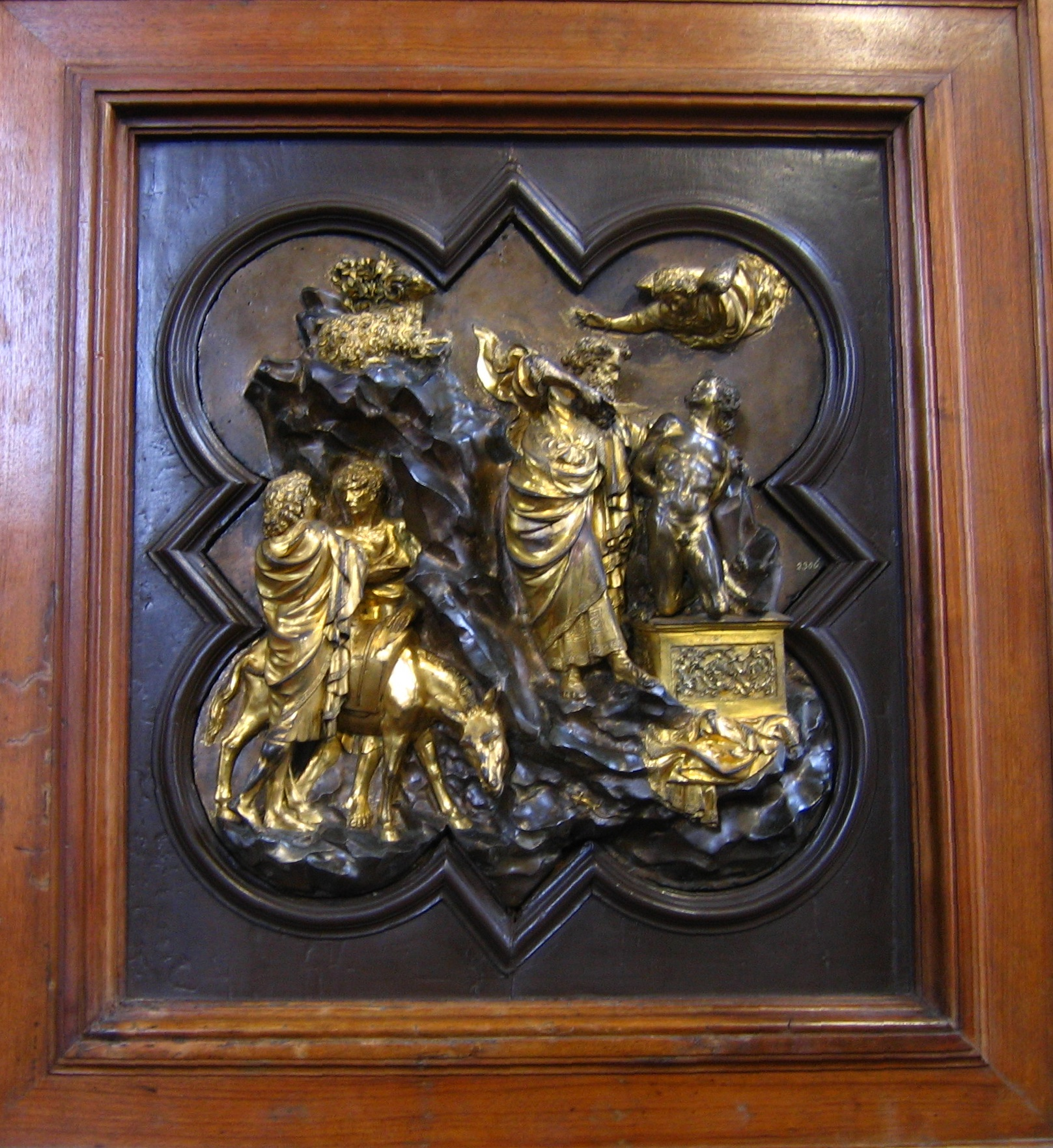
La formella di Ghiberti per il concorso del Battistero (1401.)

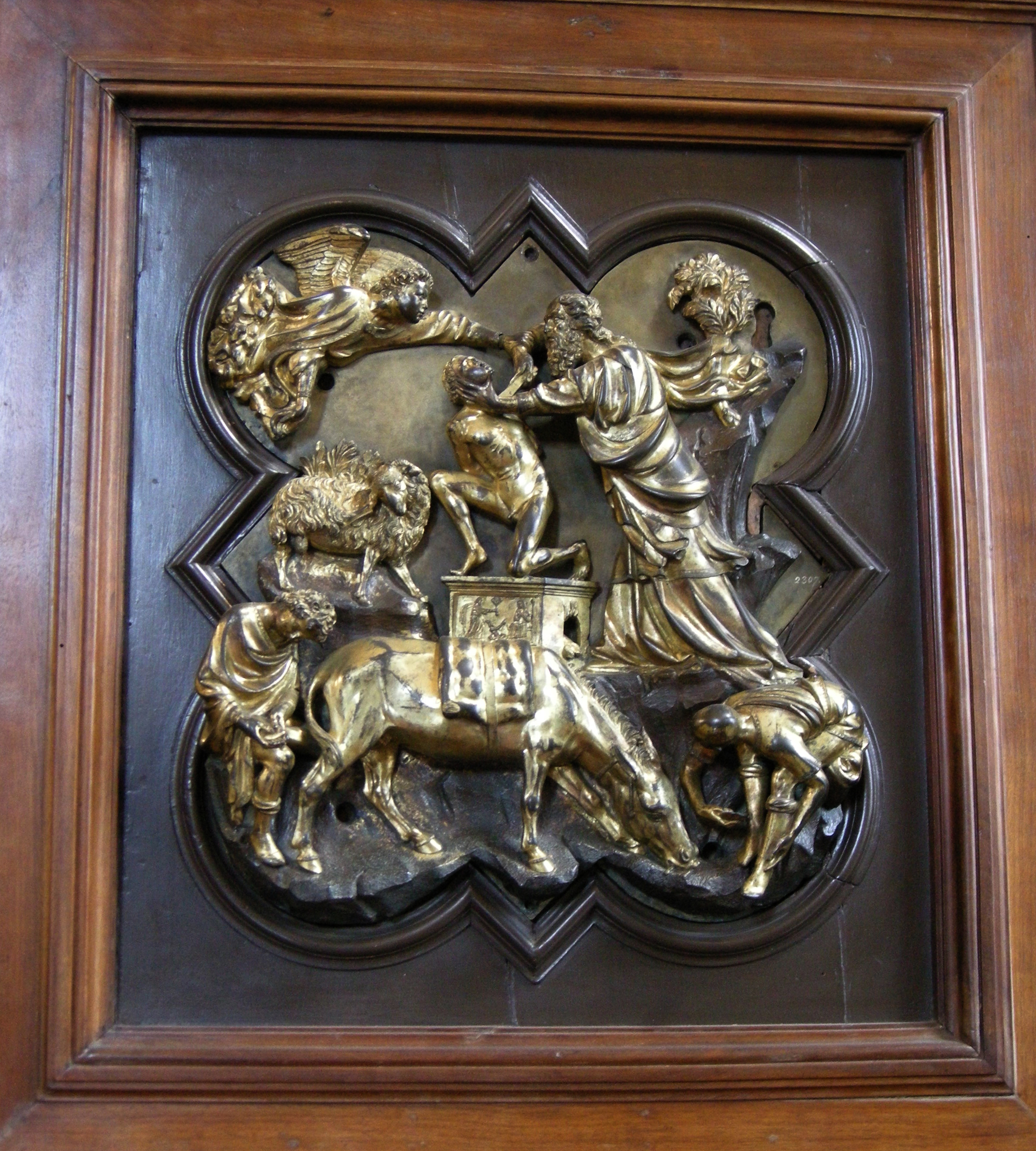
La formella di Brunelleschi per il concorso del Battistero (1401).

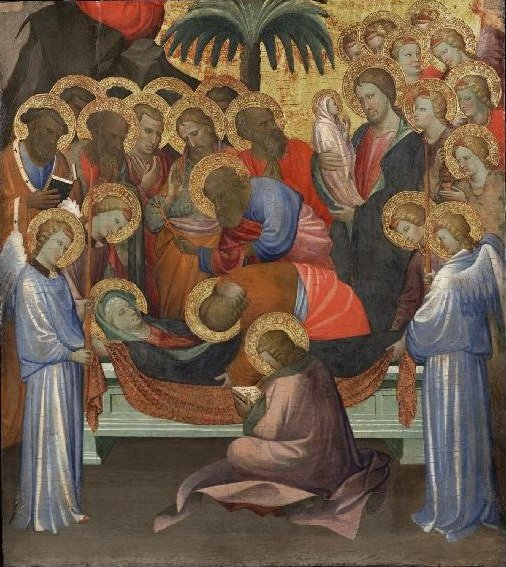
Gherardo Starnina, Dormitio Virginis, Philadelphia Museum of Art (1404-1408 circa).

A Firenze il gotico internazionale penetrò con caratteristiche molto specifiche (come era dopotutto avvenuto con la pittura gotica), legate fortemente, come tradizione, alla classicità. La città all'inizio del XV secolo iniziava un periodo di apparente stabilità, dopo i gravi stravolgimenti del secolo precedente, con la fine della minaccia viscontea, la crescita territoriale (assoggettamento di Pisa nel 1406, di Cortona nel 1411, di Livorno nel 1421) ed economica dominata dalla borghesia. I costi di queste conquiste però logorarono dall'interno la classe politica, spianando la strada all'avvento dell'oligarchia, che si realizzò nel 1434 con la signoria di fatto dei Medici. Questa fragilità però non era sentita dai contemporanei, che anzi lodavano la riaffermazione del prestigio, secondo quell'umanesimo "civile" dei cancellieri della repubblica come Coluccio Salutati. La valorizzazione della tradizione locale e delle origini romane della città portarono di nuovo al rifiuto dei modelli cortesi, già sperimentati ad esempio nella vicina Siena nel XIV secolo. In architettura il disegno classico si manifestò già con la costruzione della Loggia della Signoria (1376-1382), dalle ampie arcate a tutto sesto in piena epoca gotica; in scultura si cercava una maggiore adesione alla plastica classica, come nella decorazione della Porta della Mandorla (1391-1397, poi 1404-1406 e successivi) del Duomo, opera di Nanni di Banco e altri; in pittura restava forte l'adesione allo stile di Giotto, con pochi progressi.
Verso la fine del XIV secolo si iniziò a stancarsi dei vecchi modelli e apparvero due strade principali da percorrere per un rinnovamento: accogliere lo stile internazionale o sviluppare con ancora maggior rigore le radici classiche. Una straordinaria sintesi delle due scuole di pensiero è offerta dalle due formelle superstiti del concorso del 1401 per la realizzazione della porta nord del battistero di Firenze, fuse in bronzo rispettivamente da Lorenzo Ghiberti e da Filippo Brunelleschi e oggi al Museo nazionale del Bargello. La prova consisteva nel raffigurare un Sacrificio di Isacco entro un quadrilobo, come quelli già usati da Andrea Pisano nella porta più antica, che i due artisti risolsero in maniera molto diversa.
Ghiberti divise la scena in due fasce verticali armonizzate da uno sperone roccioso di sapore arcaico, con una narrazione equilibrata, figure proporzionate e aggiornate alle cadenze del gotico. Vi inserì anche generiche citazioni dall'"antico", di sapore ellenistico, come nel poderoso nudo di Isacco, facendo quindi una mediazione tra gli stimoli disponibili all'epoca. L'uso dello sfondo roccioso inoltre generava un fine chiaroscuro, che "avvolgeva" le figure senza stacchi violenti (che influenzò anche lo stiacciato di Donatello).
Ben diversa fu il rilievo creato da Brunelleschi, che suddivise la scena in due fasce orizzontali, con piani sovrapposti che creano una composizione piramidale. Al vertice, dietro uno sfondo è piatto dove le figure vi emergono con violenza, si trova il culmine dell'episodio del sacrificio, dove linee perpendicolari creano l'urto tra le tre volontà diverse (di Abramo, di Isacco e dell'angelo, che impugna il braccio armato di Abramo per fermarlo). La scena è resa con una tale espressività da far apparire al confronto la formella di Ghiberti una pacata recitazione. Questo stile deriva da una meditazione dell'opera di Giovanni Pisano (come nella Strage degli innocenti del pulpito di Sant'Andrea) e dell'arte antica, come dimostra anche la citazione colta dello spinario, nell'angolo sinistro. La vittoria spettò a Ghiberti, segno di come Firenze non fosse ancora pronta al classicismo innovativo che fu all'origine del Rinascimento, proprio in scultura prima che in pittura. Nel 1414, mentre lavorava alla porta bronzea, egli realizzò un San Giovanni Battista con un mantello cadente con grandi falcate ritmiche, che annullano le forme del corpo, proprio come nei coevi maestri boemi.
In pittura ebbe notevole importanza il viaggio di Gherardo Starnina a Valencia nel 1380; aggiornatosi alle novità internazionali, quando tornò a Firenze ebbe una forte influenza sulla nuova generazione di pittori quali Lorenzo Monaco e Masolino da Panicale. Lorenzo Monaco, pittore e miniatore camaldolese, dipinse, dal 1404, figure allungate, coperte da ampi panneggi falcati, con tinte raffinate e innaturalmente brillanti. Non aderì però alla laica cultura cortese, anzi profuse nelle sue opere una forte spiritualità accentuata dal distacco delle figure dalla realtà e dagli aristocratici gesti appena accennati. Masolino da Panicale fu un interprete sensibile e dotato, solo recentemente rivalutato dalla critica a causa del canonico confronto con le opere del suo "allievo" Masaccio: tra i due è stata ormai evidenziata un'influenza reciproca, non solo da Masaccio a Masolino.
A Firenze visse per un periodo anche Gentile da Fabriano, che lasciò il suo capolavoro, l'Adorazione dei Magi (1423), commissionata dal cittadino più ricco, Palla Strozzi, per la sua cappella. Il successivo Polittico Quaratesi mostra già un influsso legato alla monumentalità isolata di Masaccio.

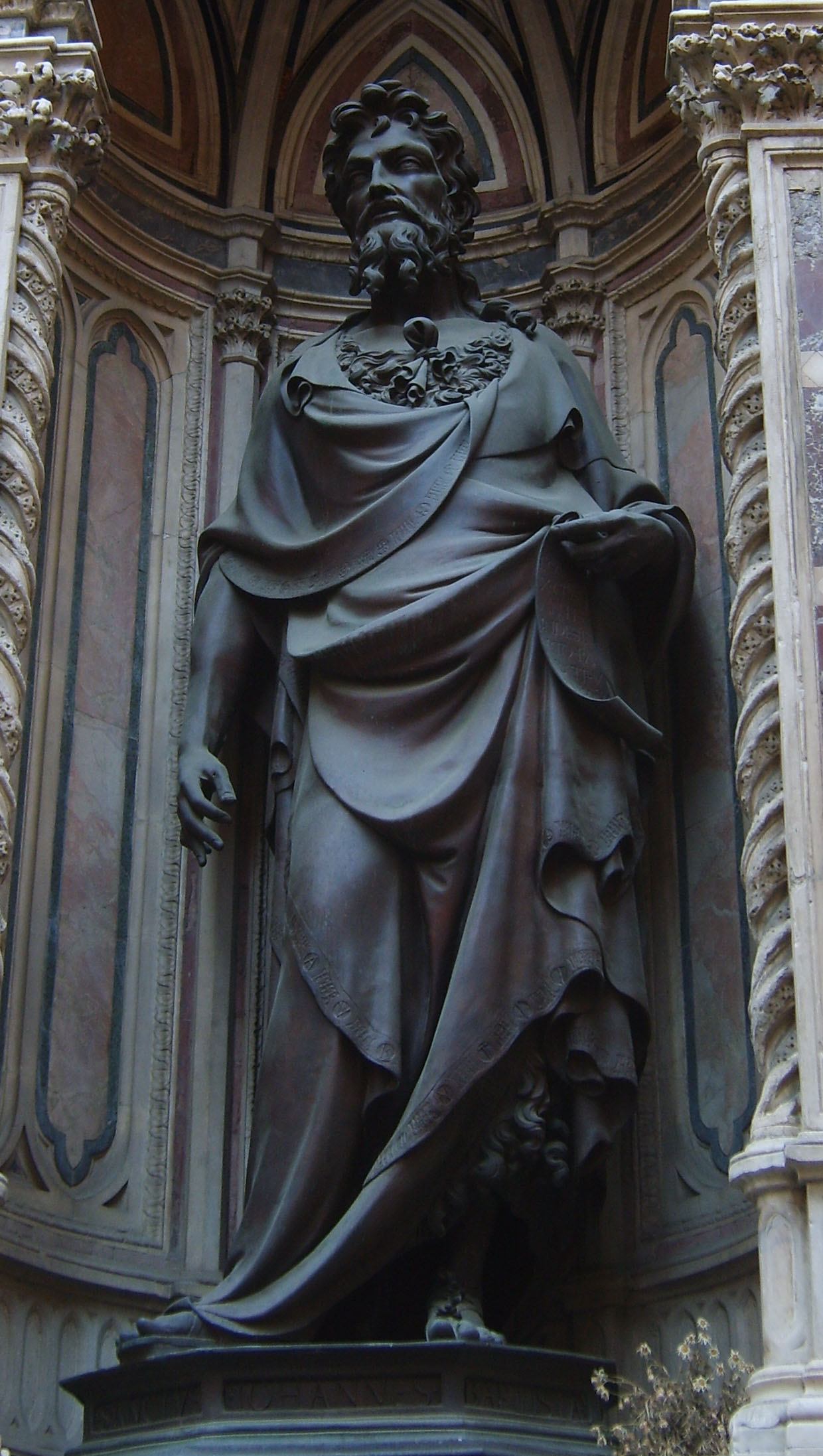
Lorenzo Ghiberti, San Giovanni Battista, Chiesa di Orsanmichele, Firenze (1412-1416).
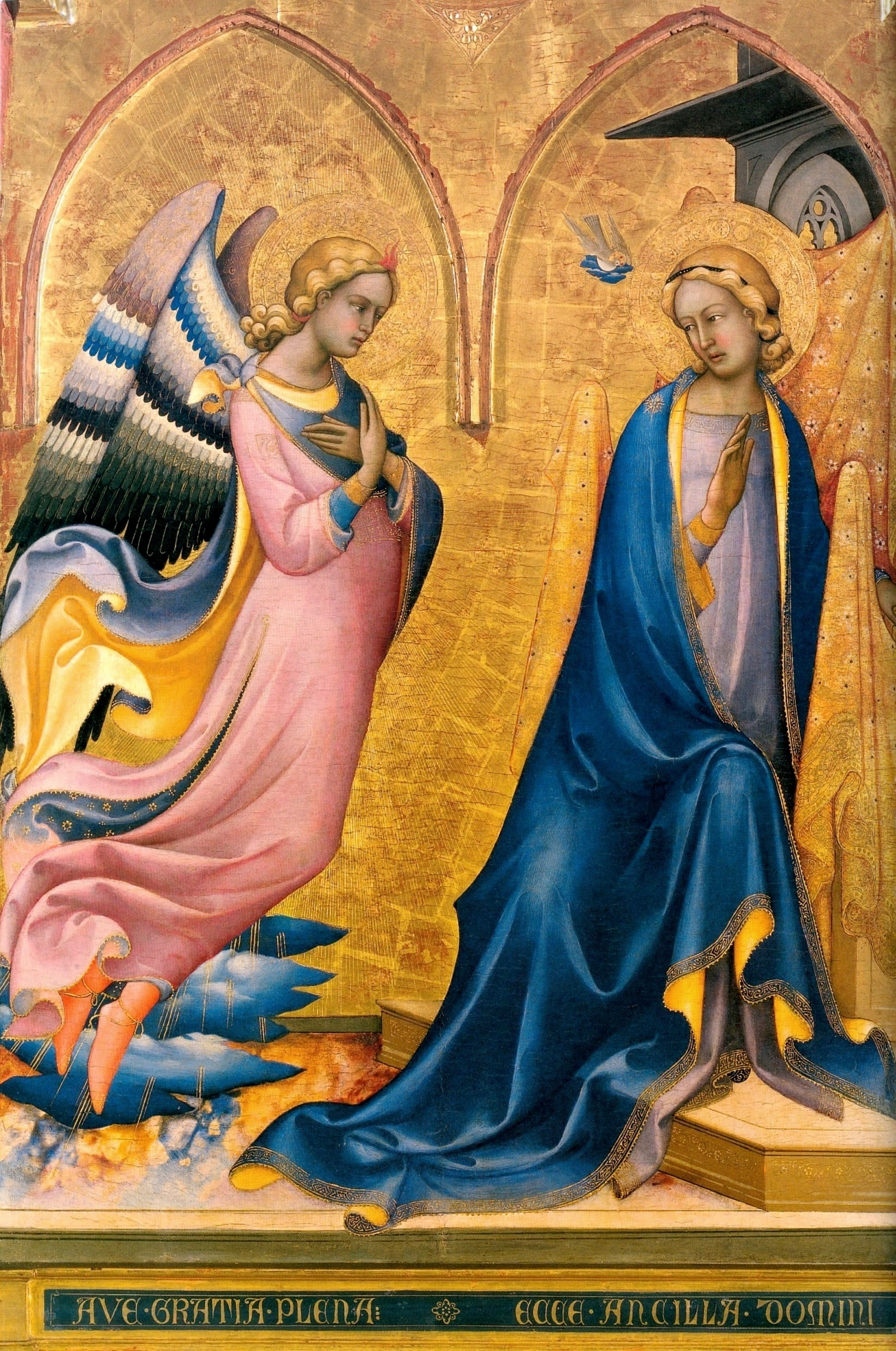
Lorenzo Monaco, Trittico dell'Annunciazione, Galleria dell'Accademia, Firenze (1410-1415).
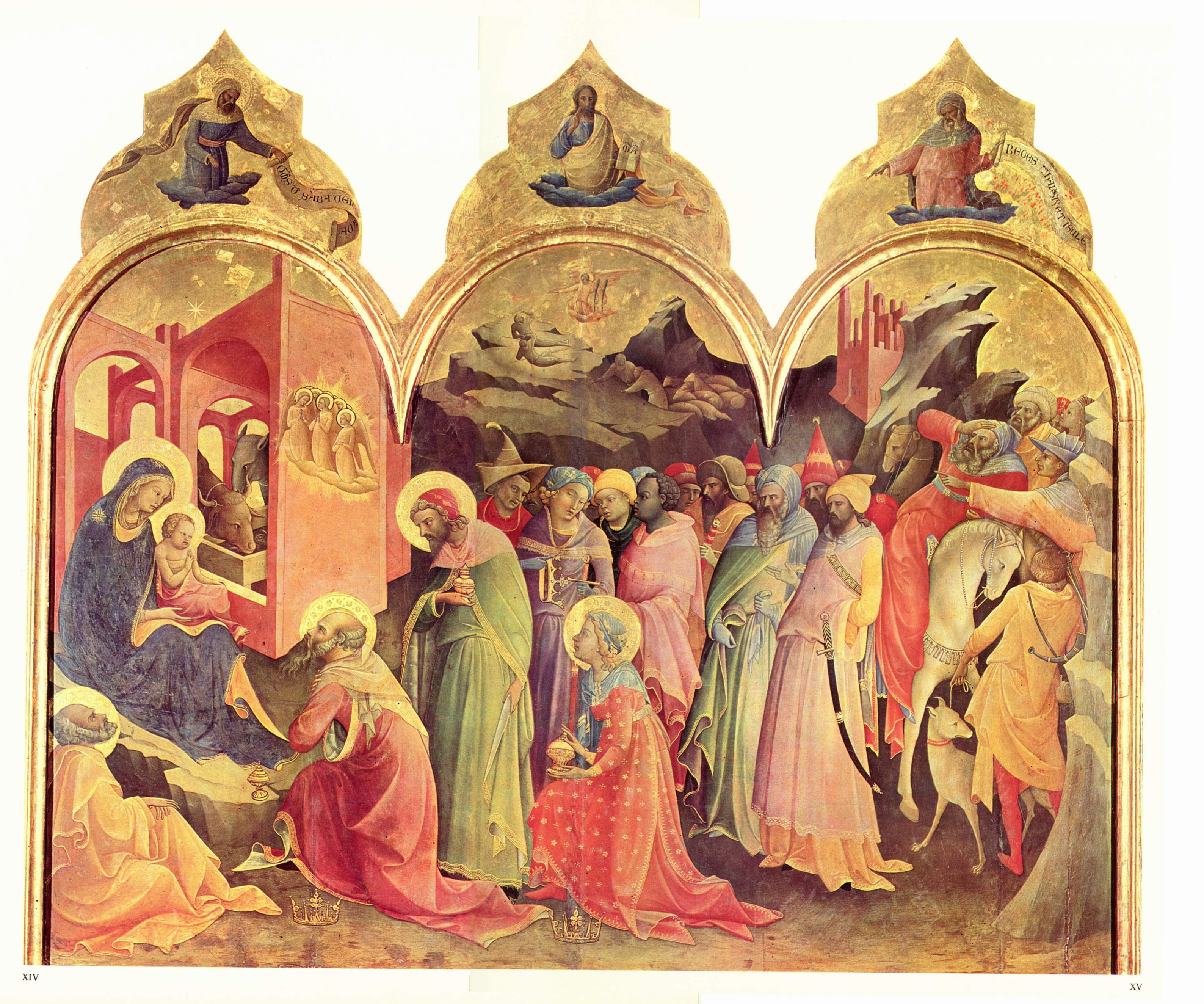
Lorenzo Monaco, Adorazione dei Magi, Galleria degli Uffizi, Firenze (1420-1422).

## Siena

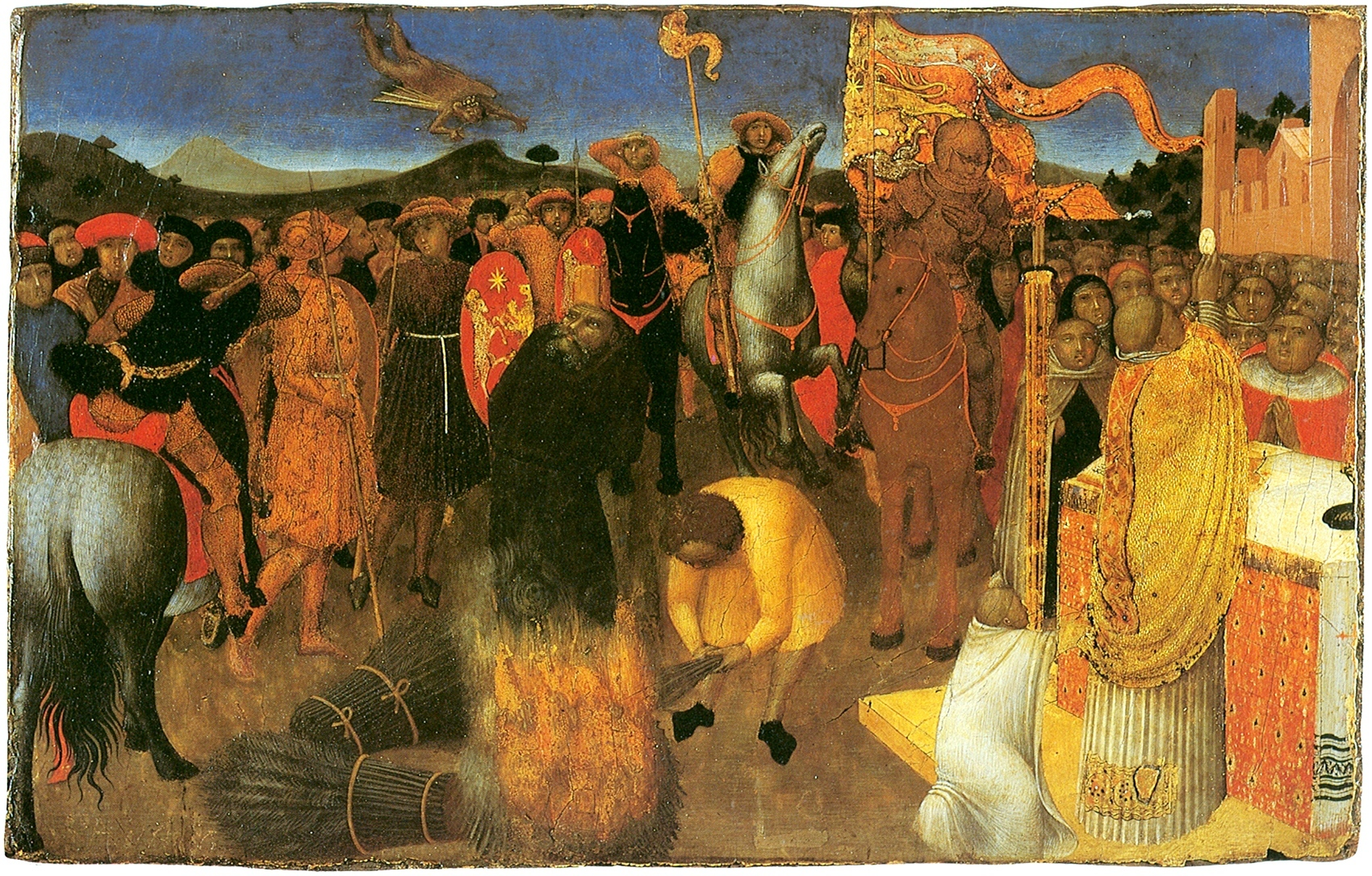
Sassetta, Rogo di un eretico (1430-1432), National Gallery of Victoria, Melbourne.

A Siena gli artisti della prima metà del Quattrocento elaborano la prestigiosa tradizione locale, che era stata tra i contributi fondanti del linguaggio tardo gotico alla corte papale di Avignone, innestandovi alcuni elementi fiorentini e mantenendo un composto senso di religiosità.
Caposcuola di questo periodo è il Sassetta, che dipinse opere con figure che hanno una silhouette tipicamente allungata. La luce è chiara e nitida e le composizioni sono spesso originali, ma misurate. Nella prima parte della sua attività l'attenzione all'ornato e ai giochi lineari è molto minuziosa, mentre dopo il 1440, quando lavorò, tra l'altro, a Sansepolcro e vide probabilmente le prime opere di Piero della Francesca, le sue tavole dipinte si fecero più essenziali.
Altri importanti artisti furono il Maestro dell'Osservanza, forse da identificare con Sano di Pietro, e Giovanni di Paolo, quest'ultimo legato alla pittura tardo gotica lombarda e fiamminga, visibile nell'importanza data al paesaggio, irreale, che domina lo sfondo, con attenta definizione dei particolari anche a grande distanza (Madonna dell'Umiltà del 1435). Gradualmente gli stilemi del Rinascimento permearono gli artisti senesi, tanto che appare estremamente difficile tracciare una linea di confine tra i due stili, che a Siena in particolare sembrano fondersi senza soluzione di continuità. Ne è esempio alcune opere dello stesso Giovanni di Paolo, attaccate alla tradizione, ma con elementi rinascimentali come l'uso della prospettiva.

## Abruzzo

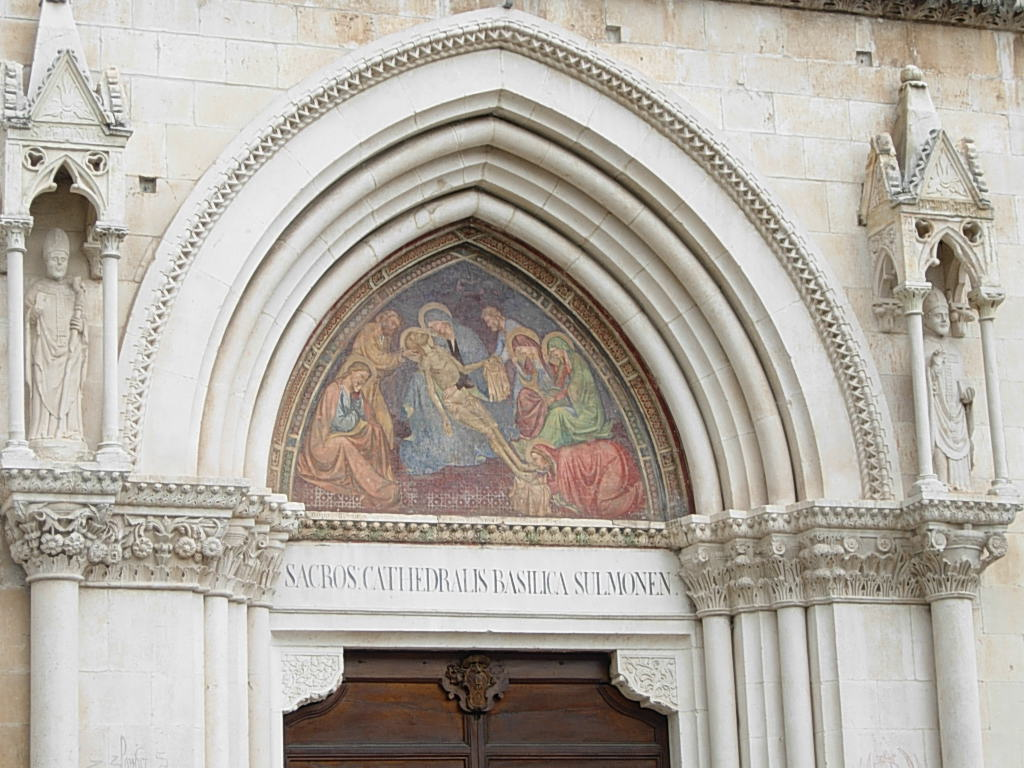
Portale della Cattedrale di San Panfilo a Sulmona.

In Abruzzo la stagione tardogotica fu influenzata da artisti di altre zone, come Gentile da Fabriano, chiamato per realizzare un affresco in San Flaviano (1420 circa), a L'Aquila. Tra i seguaci il Maestro del Trittico di Beffi, forse il principale esponente abruzzese. Nella zona peligna-marsicana, invece, spiccò Giovanni da Sulmona, pittore e scultore, che operò pure nella Marsica. Nella provincia di Teramo ci furono due artisti importanti: Jacobello del Fiore (di origine veneziana) e Antonio Martini di Atri. Sempre in provincia di Teramo, corrispondente all'antico Stato di Atri, nacque e operò Antonio Martini di Atri che, formatosi a Siena e in area emiliana, è documentato un po' in tutto l'Abruzzo.

L'oreficeria tardogotica ha il suo centro a Sulmona, dove nasce una vera e propria scuola i cui artisti operano anche fuori regione (come testimoniano le loro opere a Montecassino, a Venafro, in Puglia e in alcune zone dell'Italia centrale). Figura di spicco fu Nicola da Guardiagrele, orefice e pittore formatosi alla scuola del Ghiberti a Firenze e portatore nella sua regione di un'interessante commistione tra gotico e rinascimento.

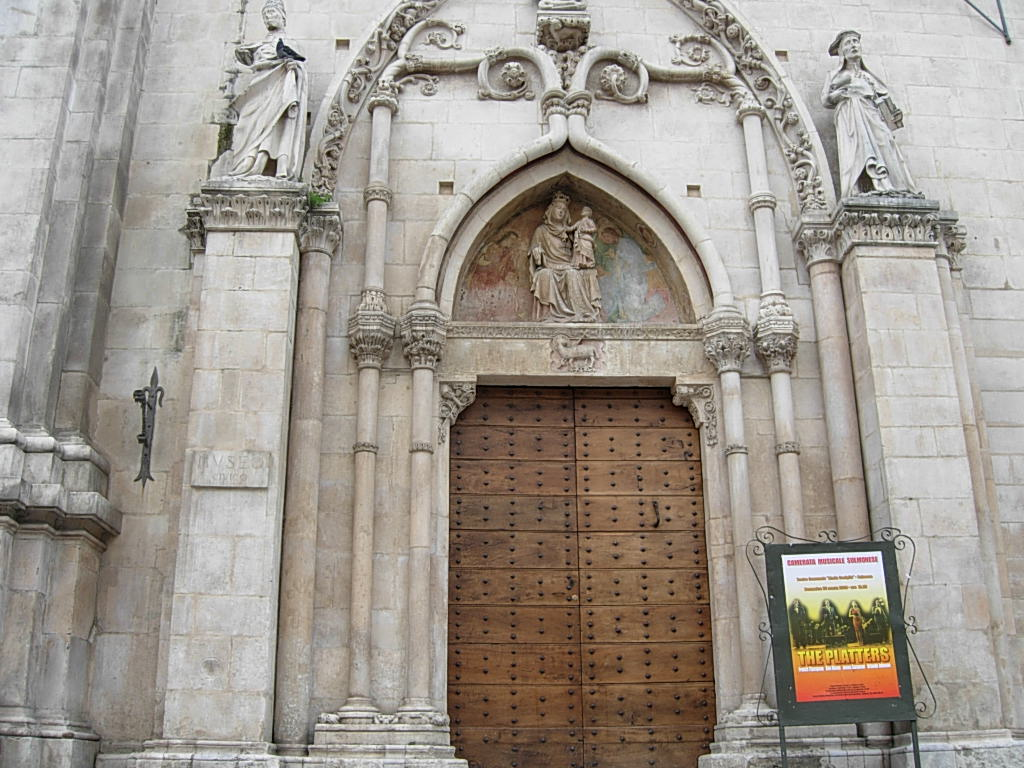
Portale gotico del Museo Civico di Sulmona, circa 1415
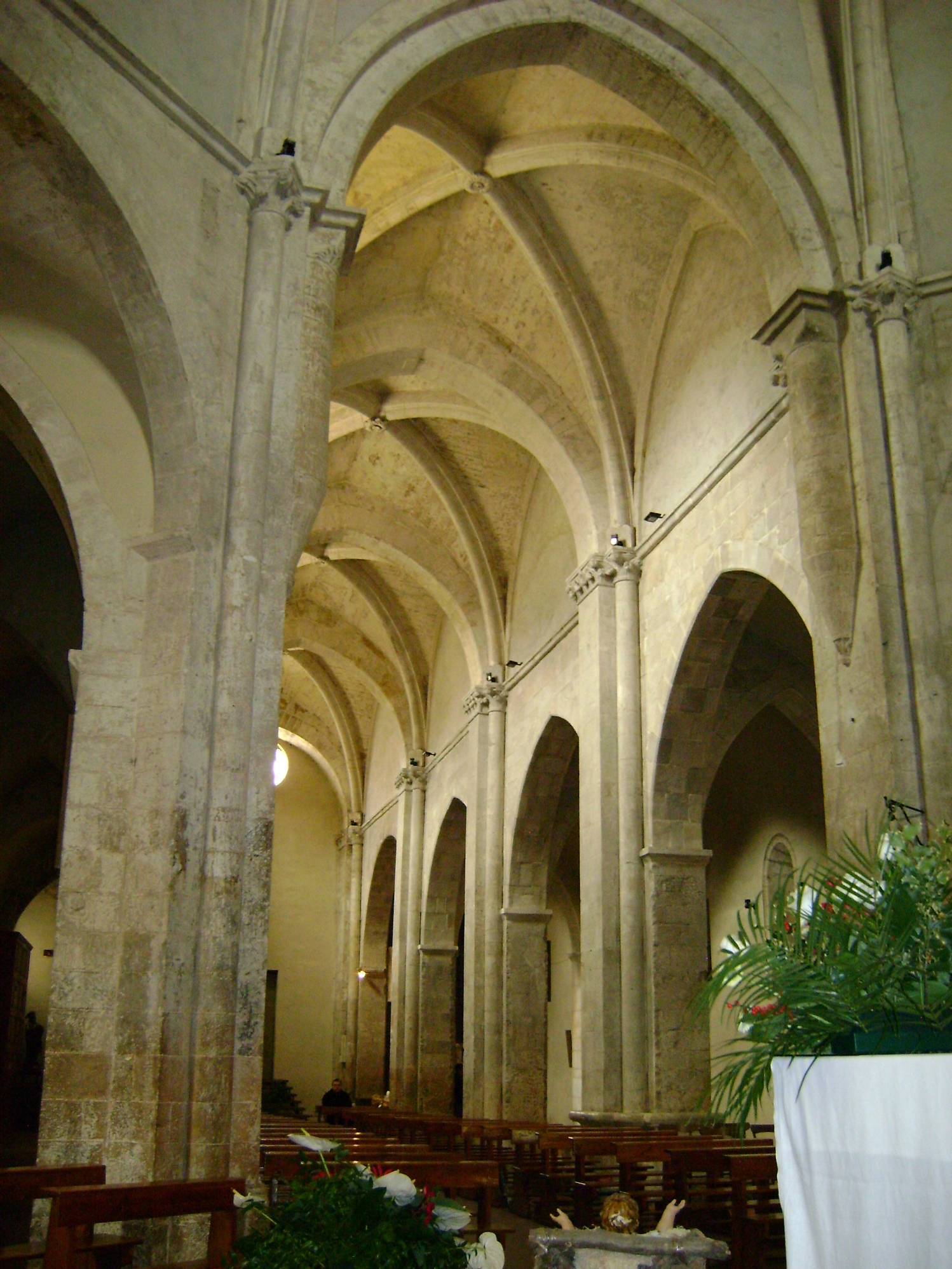
Navata Santa Maria Maggiore, Lanciano
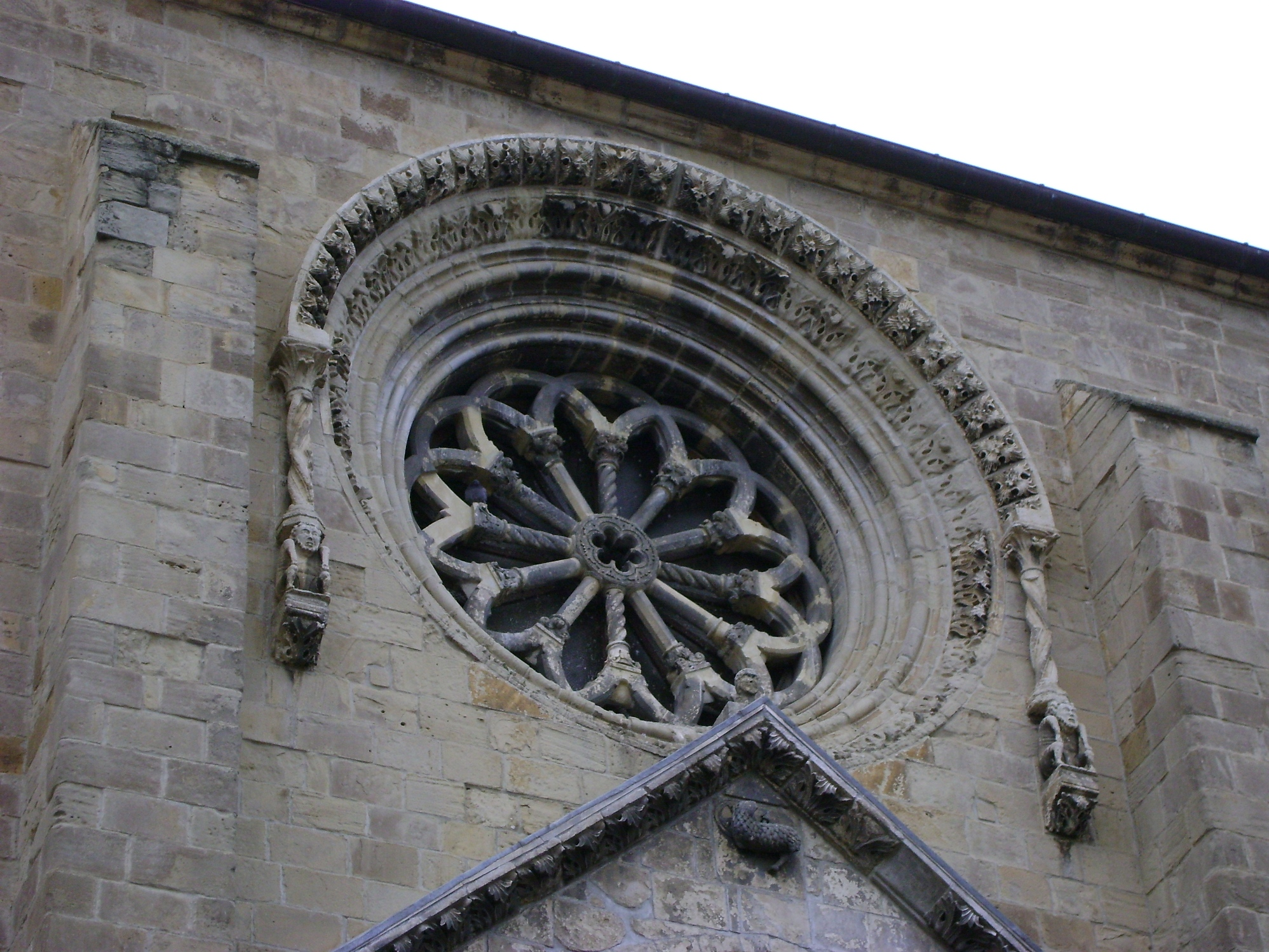
Rosone Santa Maria Maggiore, Lanciano

## Napoli

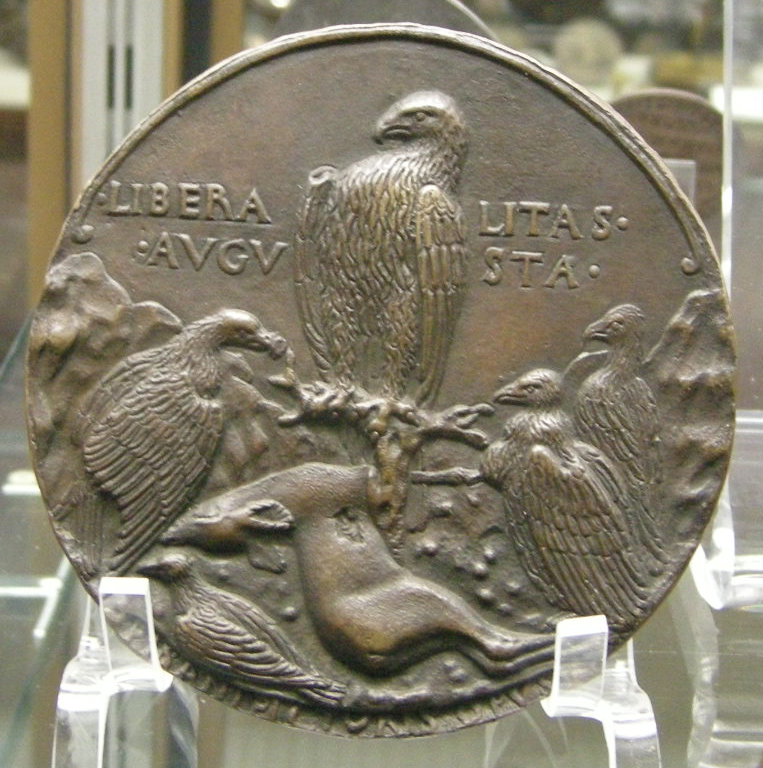
Pisanello, recto della prima medaglia di Alfonso V d'Aragona (1449)

Alla corte angioina, prima, e aragonese, poi, di Napoli lavorarono numerosi artisti stranieri, che fecero della città un punto di scambio e di contaminazione artistica. Tra i più significativi ci furono il catalano Jaime Baço, il veronese Pisanello e il francese Jean Fouquet. Tra gli artisti locali spiccò Colantonio. L'alleanza tradizionale tra i re angioini e i re francesi loro cugini rese possibile per quasi due secoli la costruzione di molti edifici religiosi e civili di fattura tipicamente gotico-francese.
Dopo la metà del XV secolo, con Renato d'Angiò, arrivarono in città le opere dei maestri fiamminghi, che fecero maturare un'adesione al Rinascimento d'ispirazione nordica, con la presenza in città di artisti come Antonello da Messina. Renato d'Angiò inoltre fu anche committente di un codice illustrato Livre du coeur d'amour epris, il quale fu iniziato probabilmente a Napoli, e concluso dopo il suo esilio a Tarascona. 

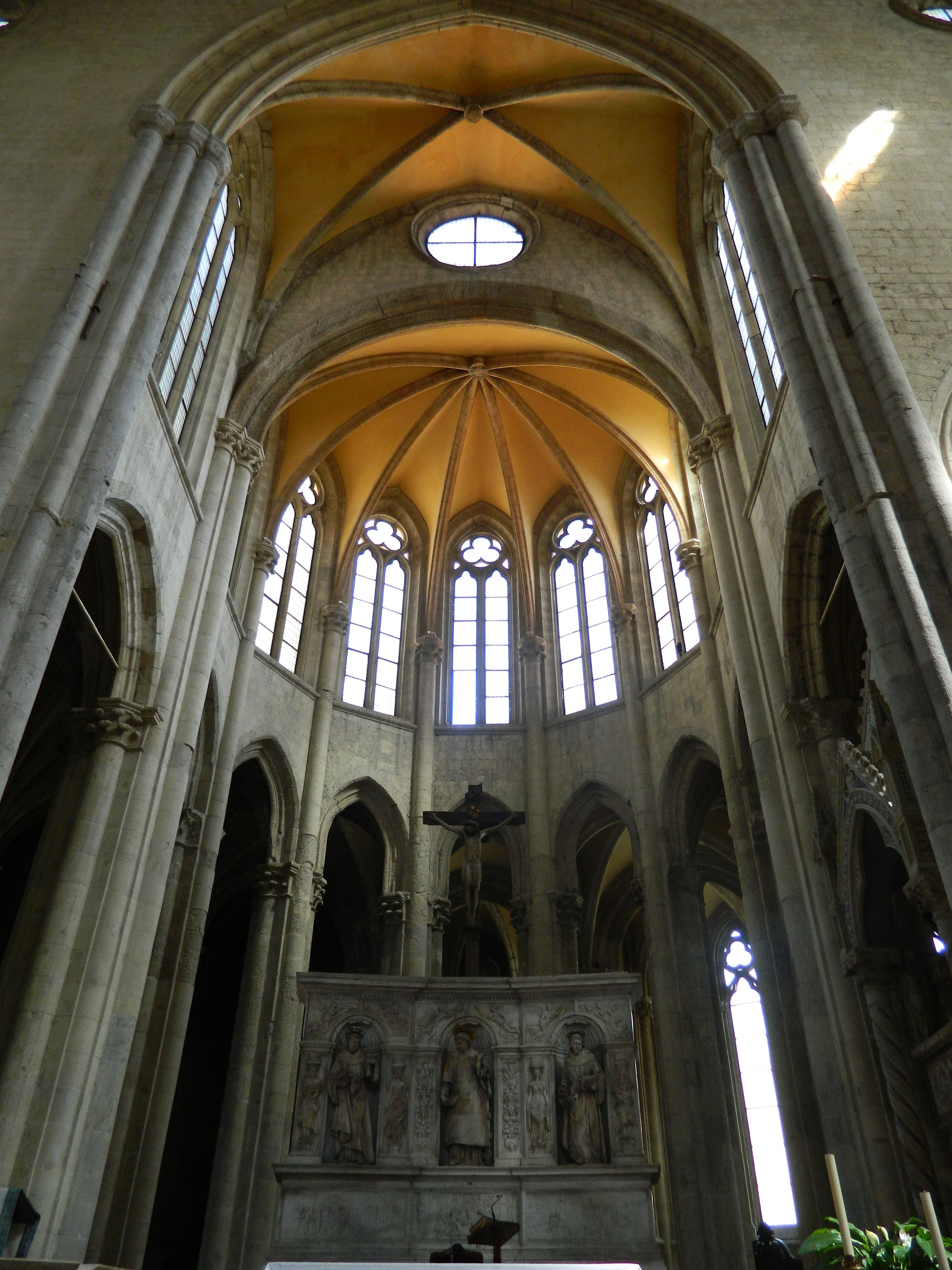
Abside del complesso di San Lorenzo Maggiore (Napoli).

Con gli aragonesi la committenza rimase tipicamente gotica, Il gotico catalano si fondeva con quello francese e con il nascente stile rinascimentale. Per una diffusione dello stile rinascimentale dobbiamo aspettare gli anni '70 e '80 del XV secolo.

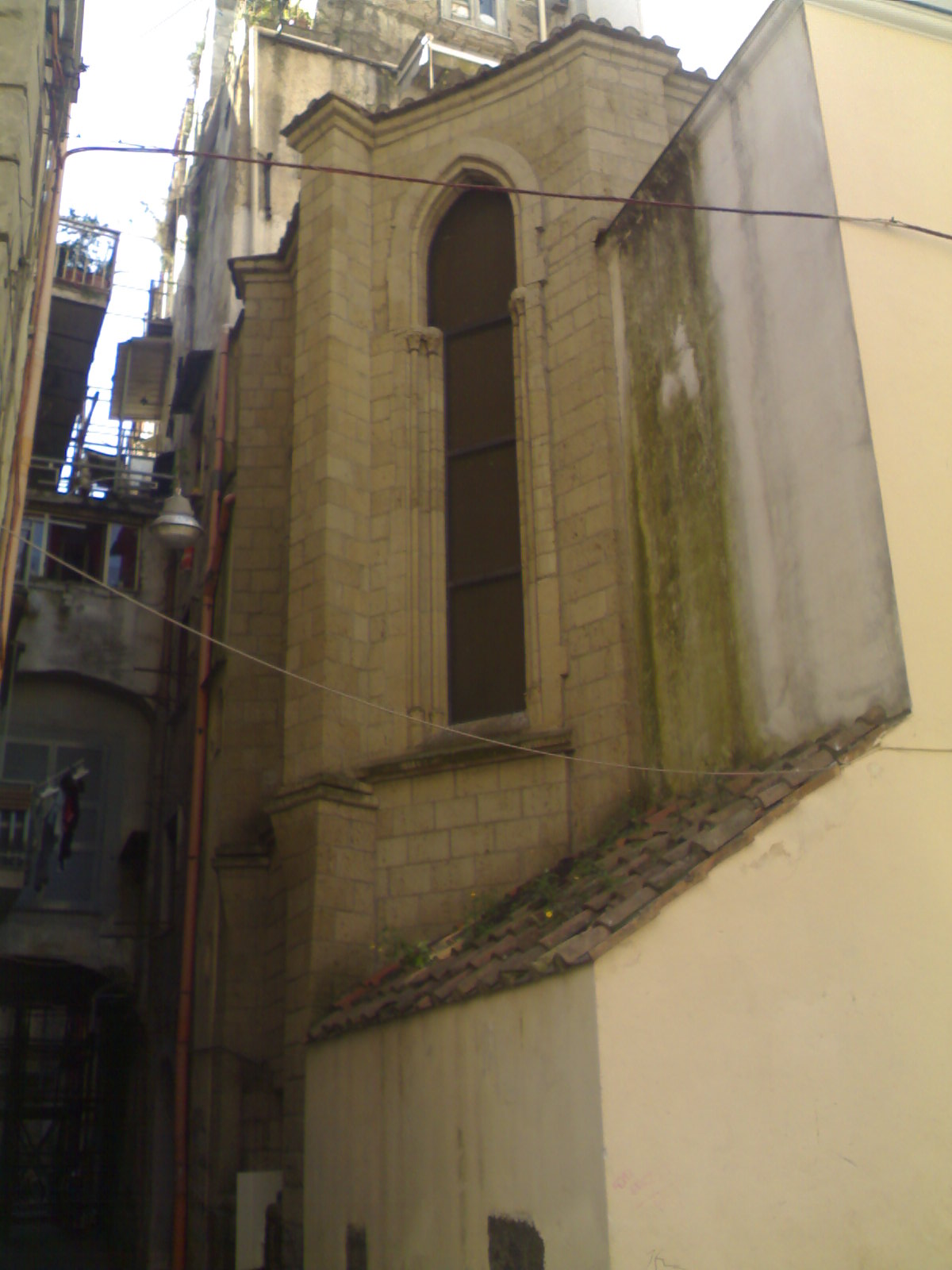
Abside a Forcella.
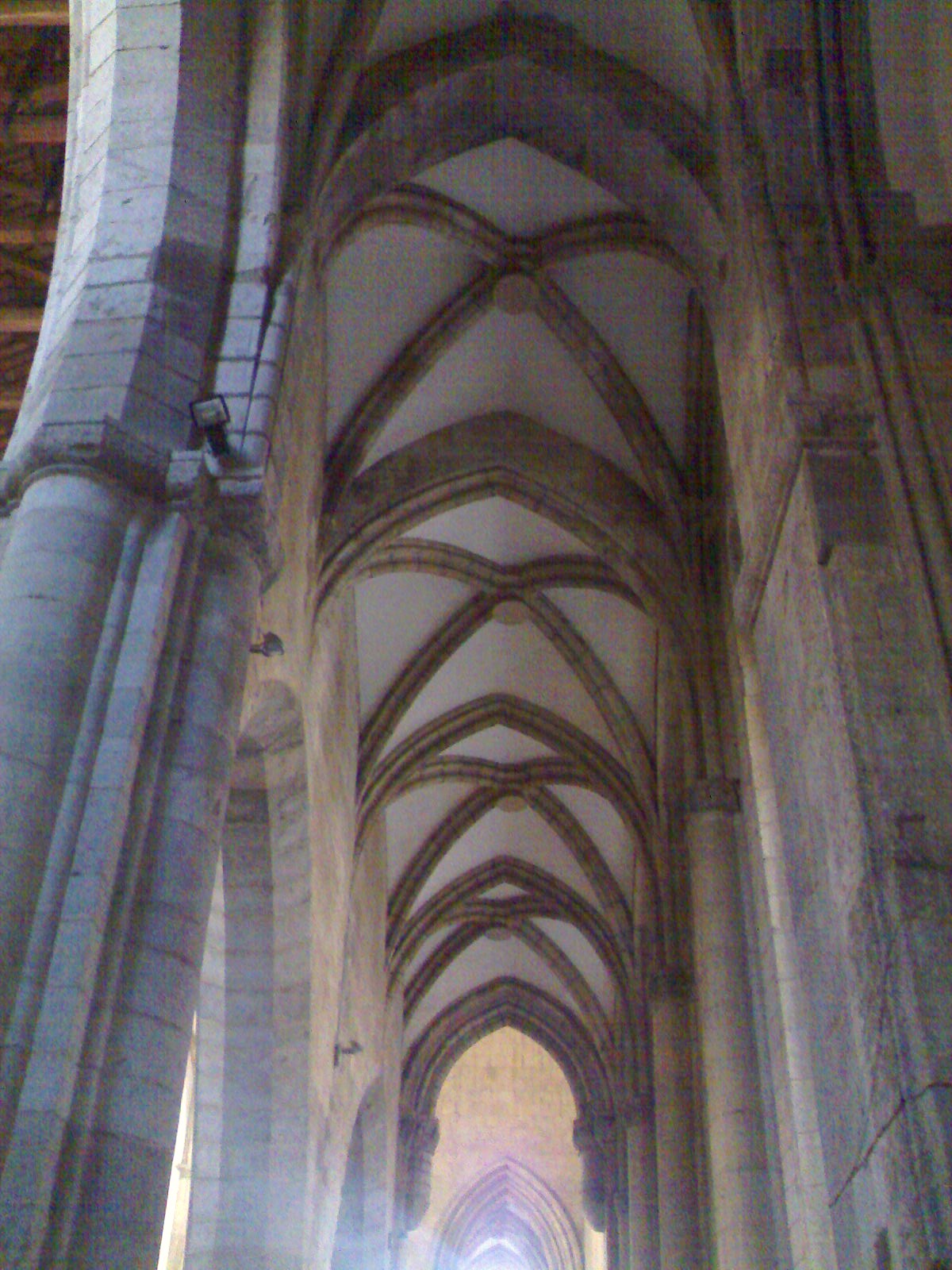
Volte a crociera di Sant'Eligio.
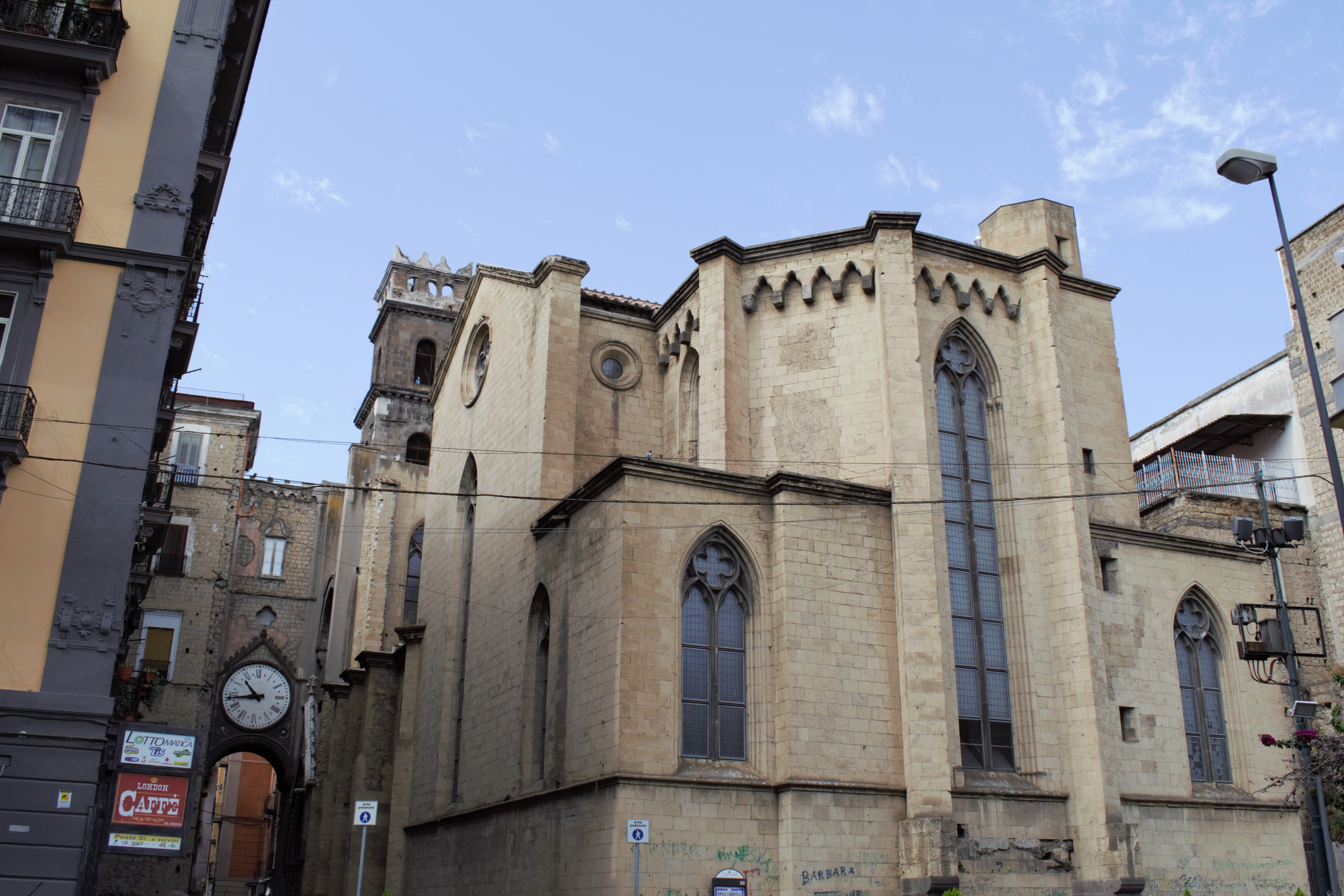
La facciata principale di Sant'Elgio.
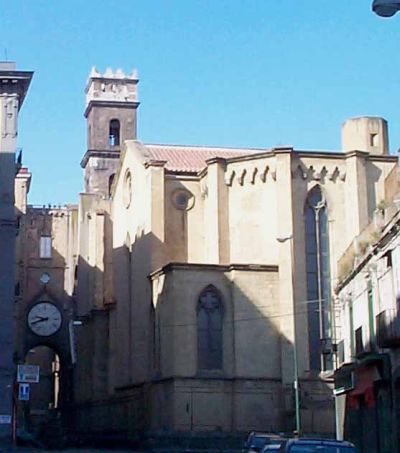
Sant'Eligio Maggiore.
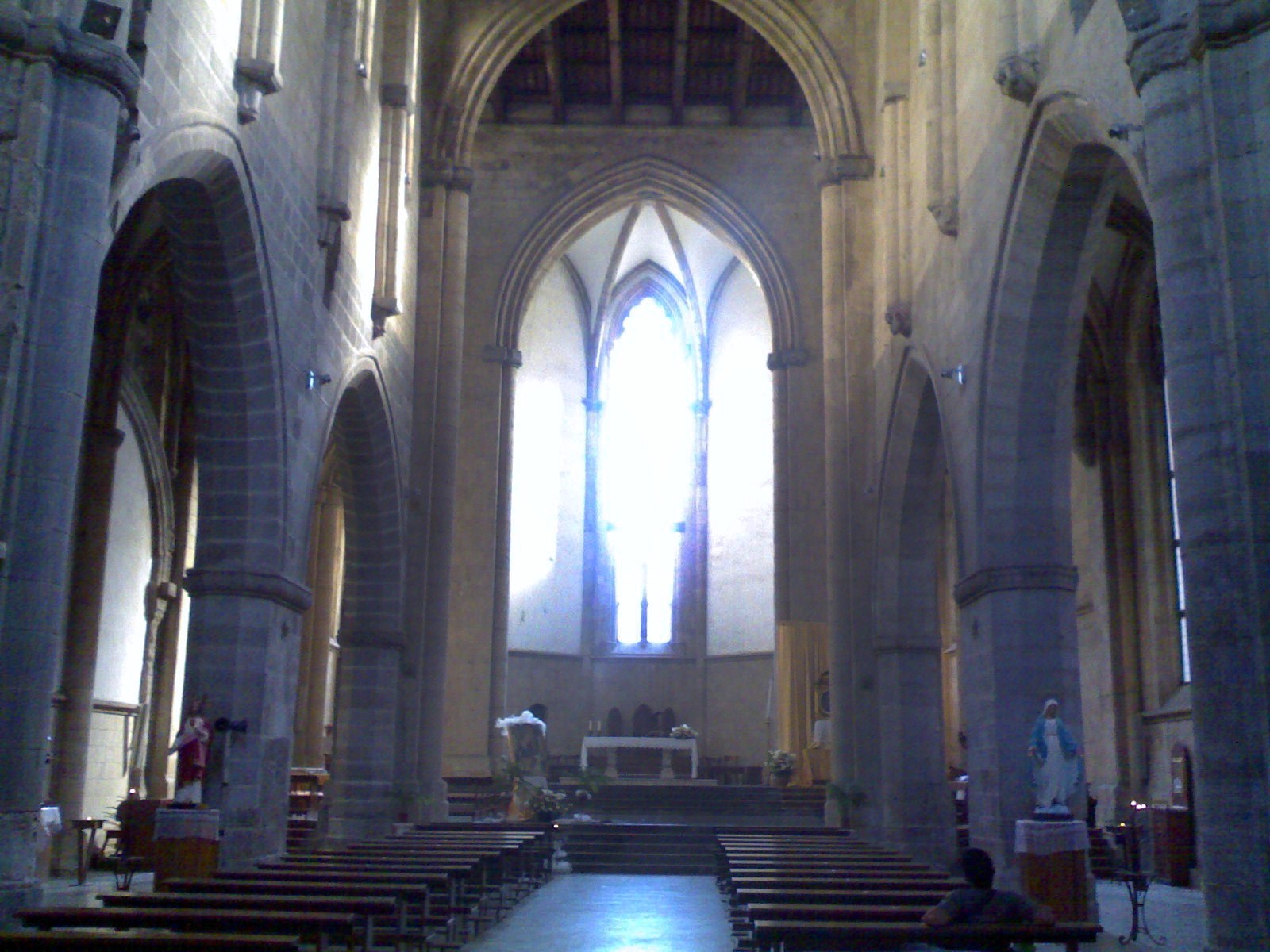
Abside della Cattedrale, le finestre oggi sono murate.
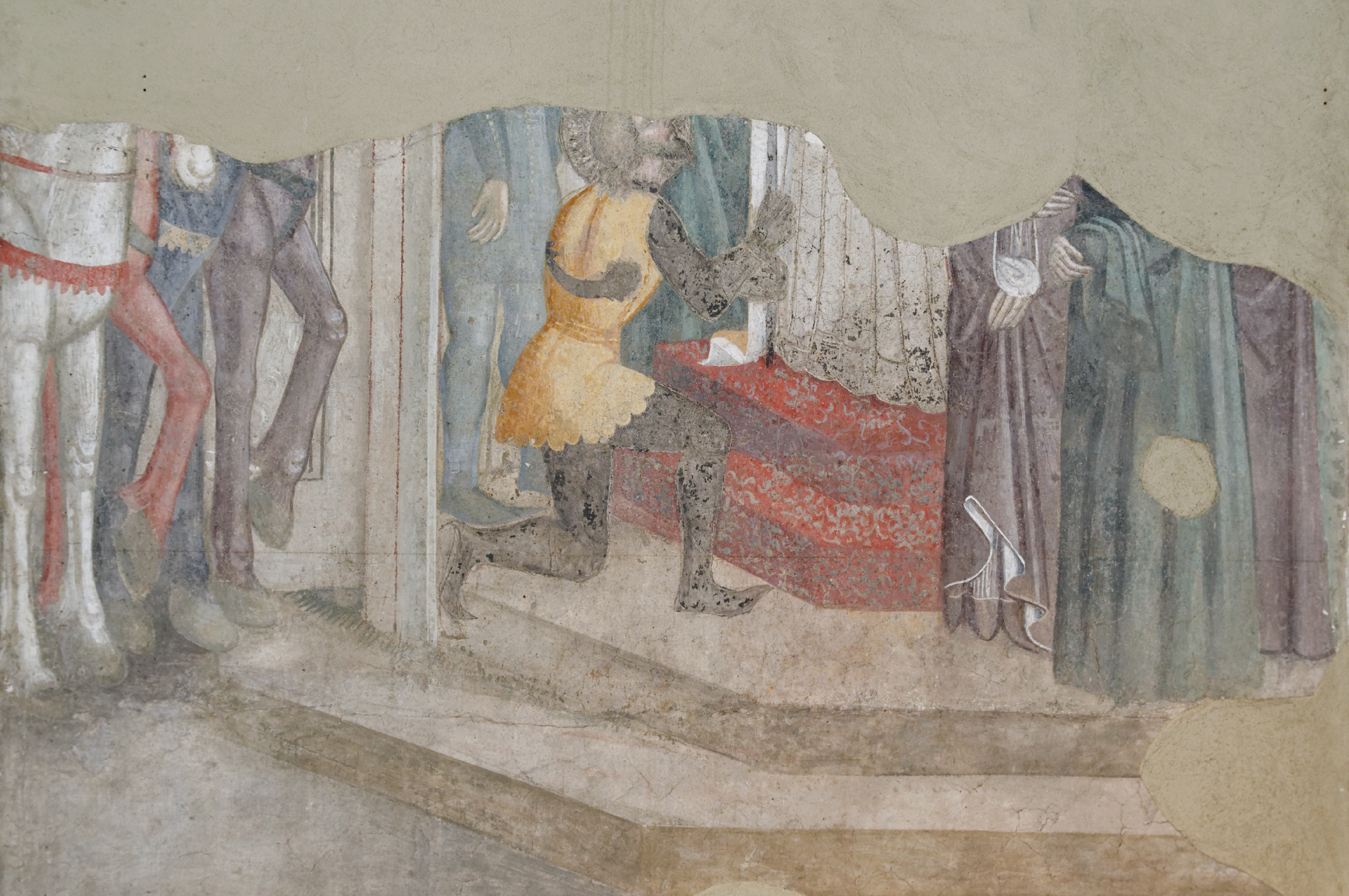
Affresco rappresentante San Guglielmo di Gellone in un ciclo dedicato alla sua storia, a Castel Nuovo (Napoli).
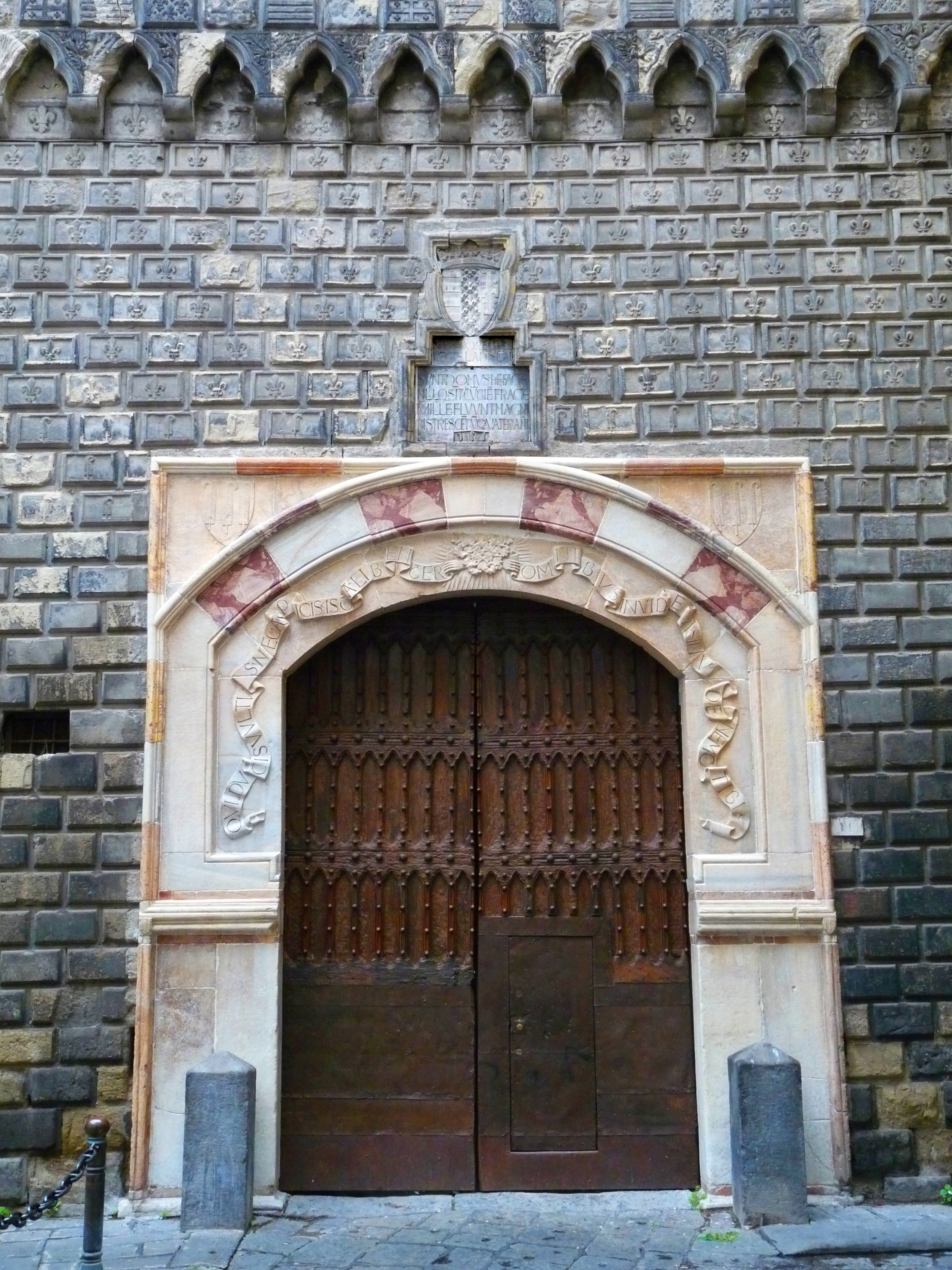
Portale Gotico del Palazzo Penne, unico elemento quattrocentesco superstite dell'intera struttura.
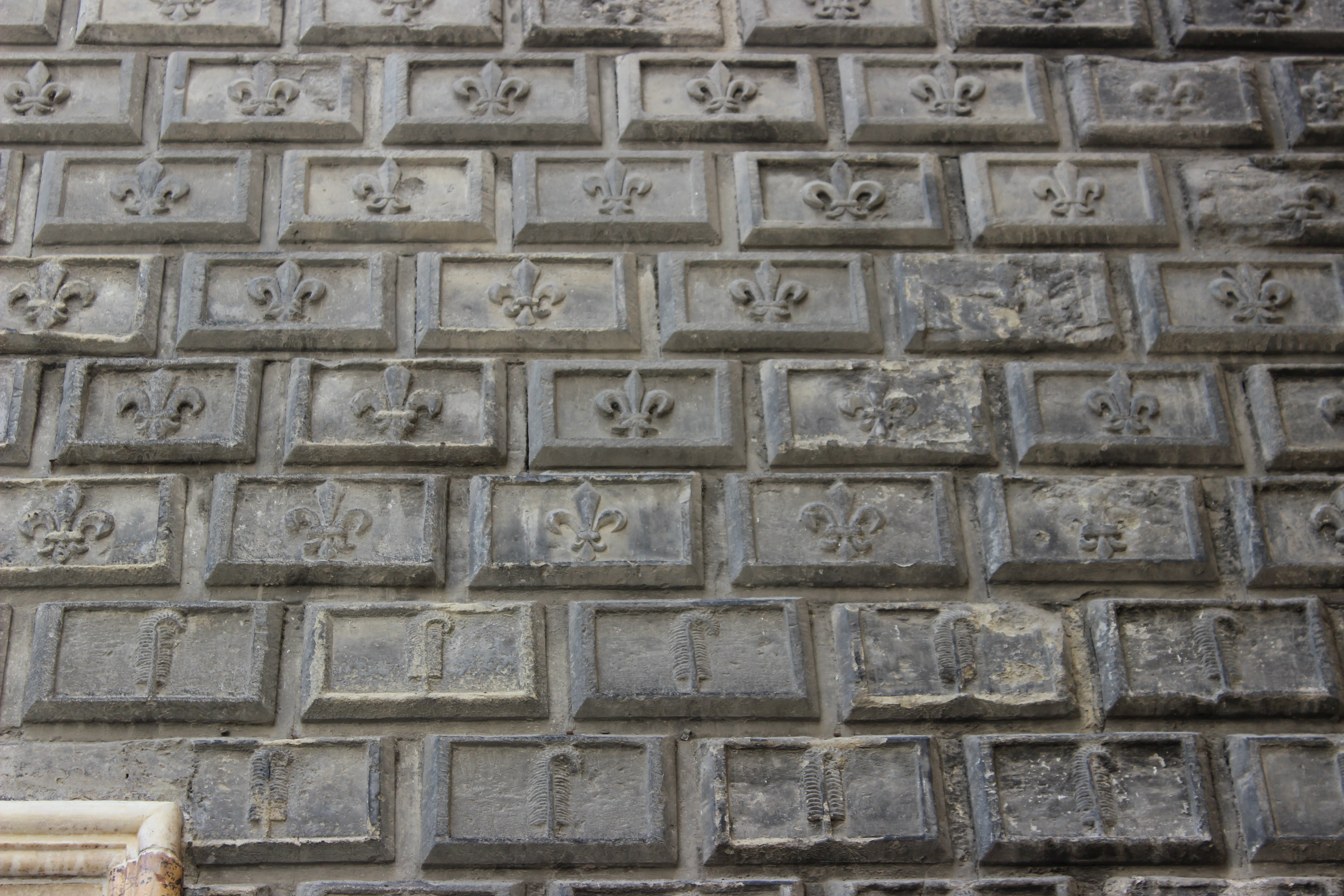
Particolare dei Gigli di Francia sul portale del Palazzo, Napoli XV secolo.
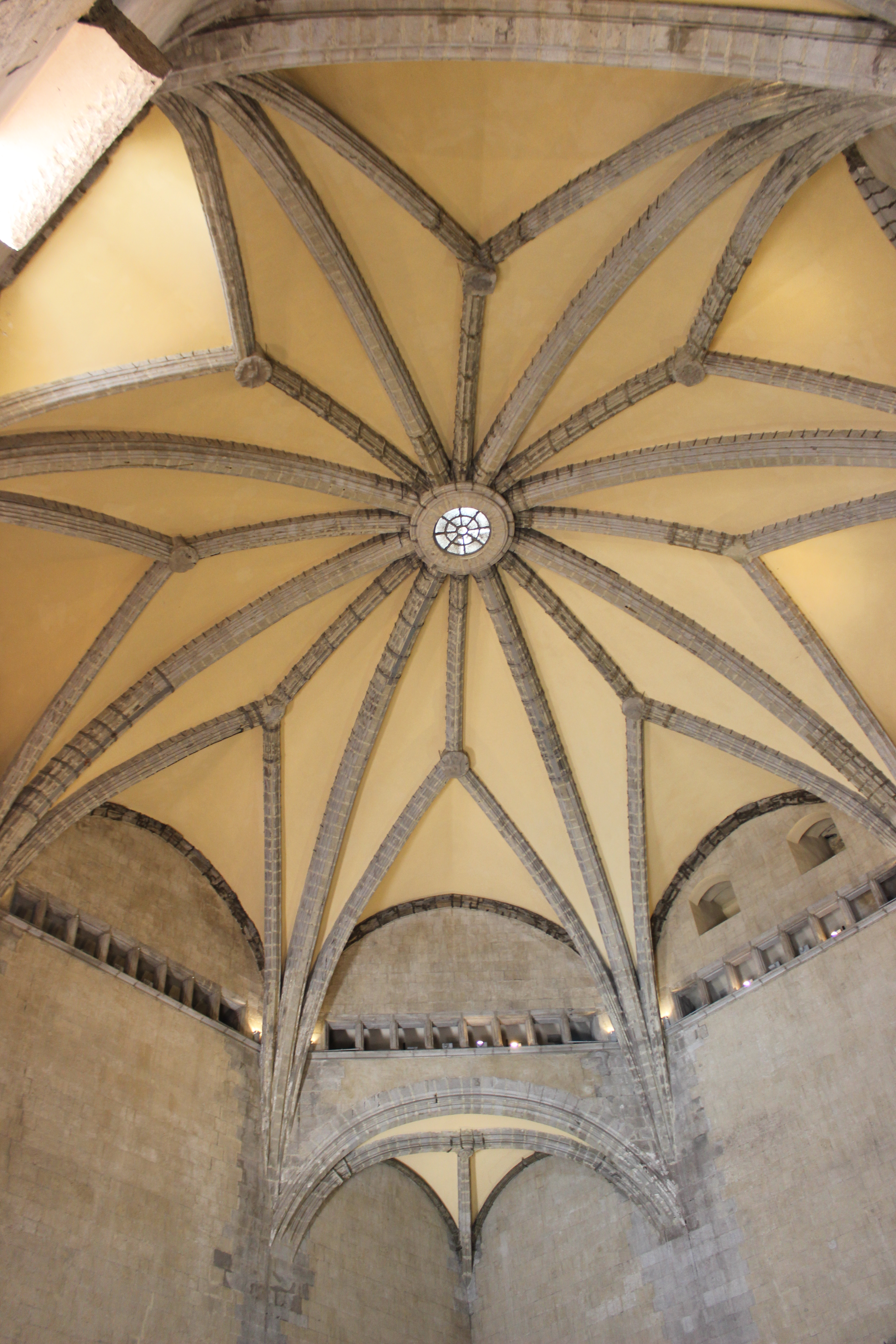
Castel Nuovo di Napoli, Sala dei Baroni, XV secolo.
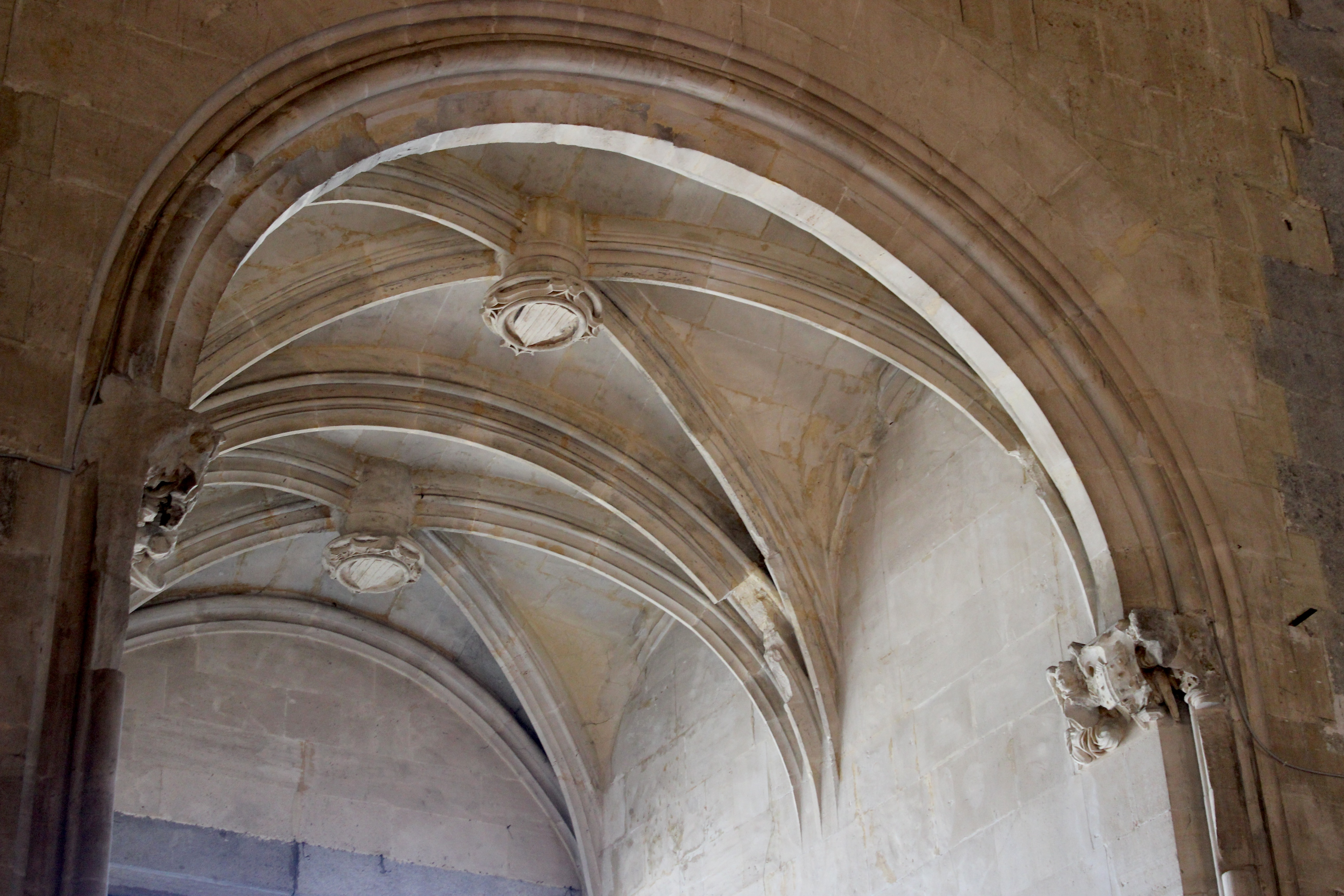
Castelnuovo di Napoli, Sala dei Baroni, XV secolo.
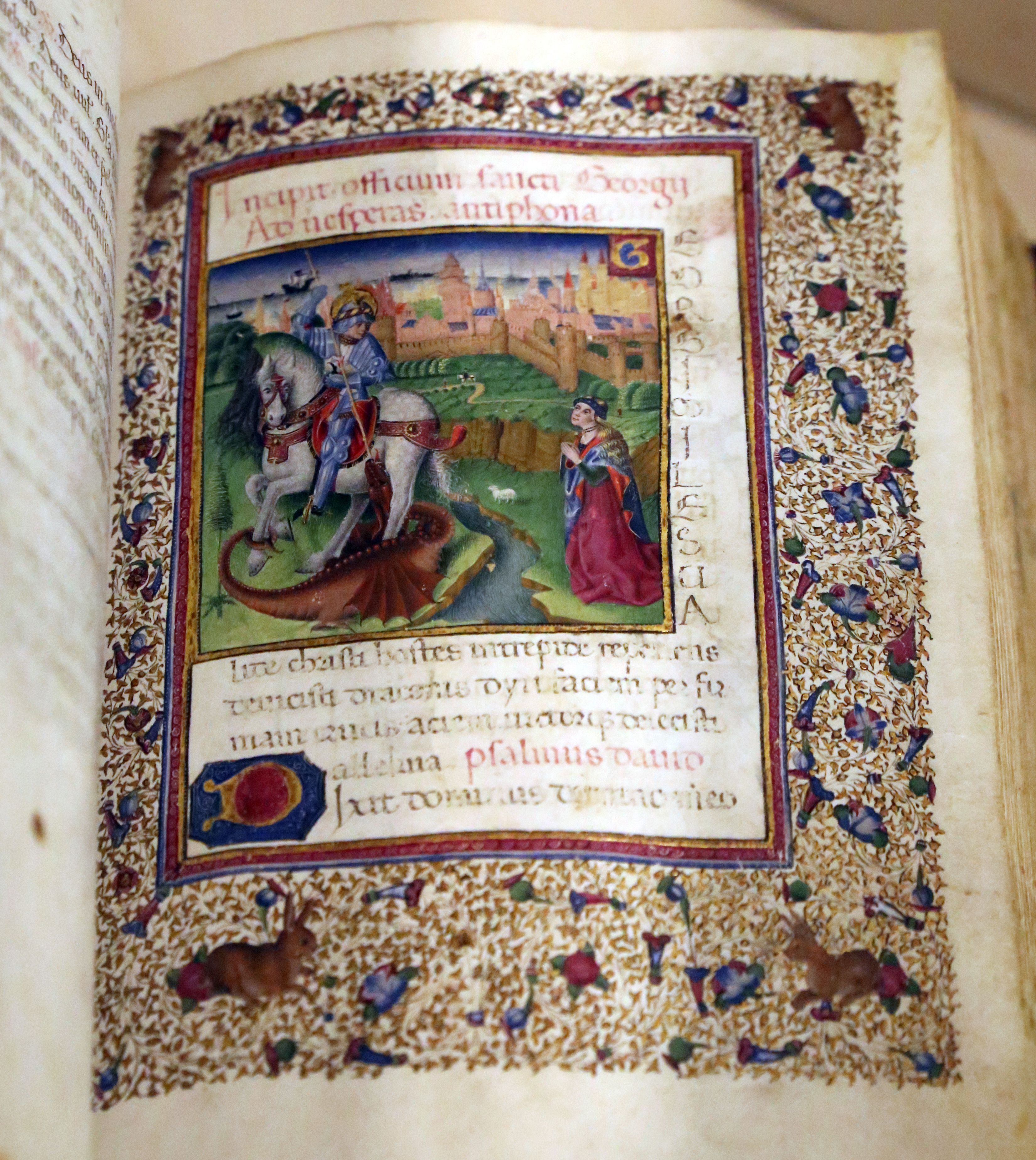
Ore d’Alfonso il Magnanimo, 1450 Napoli; Biblioteca nazionale.
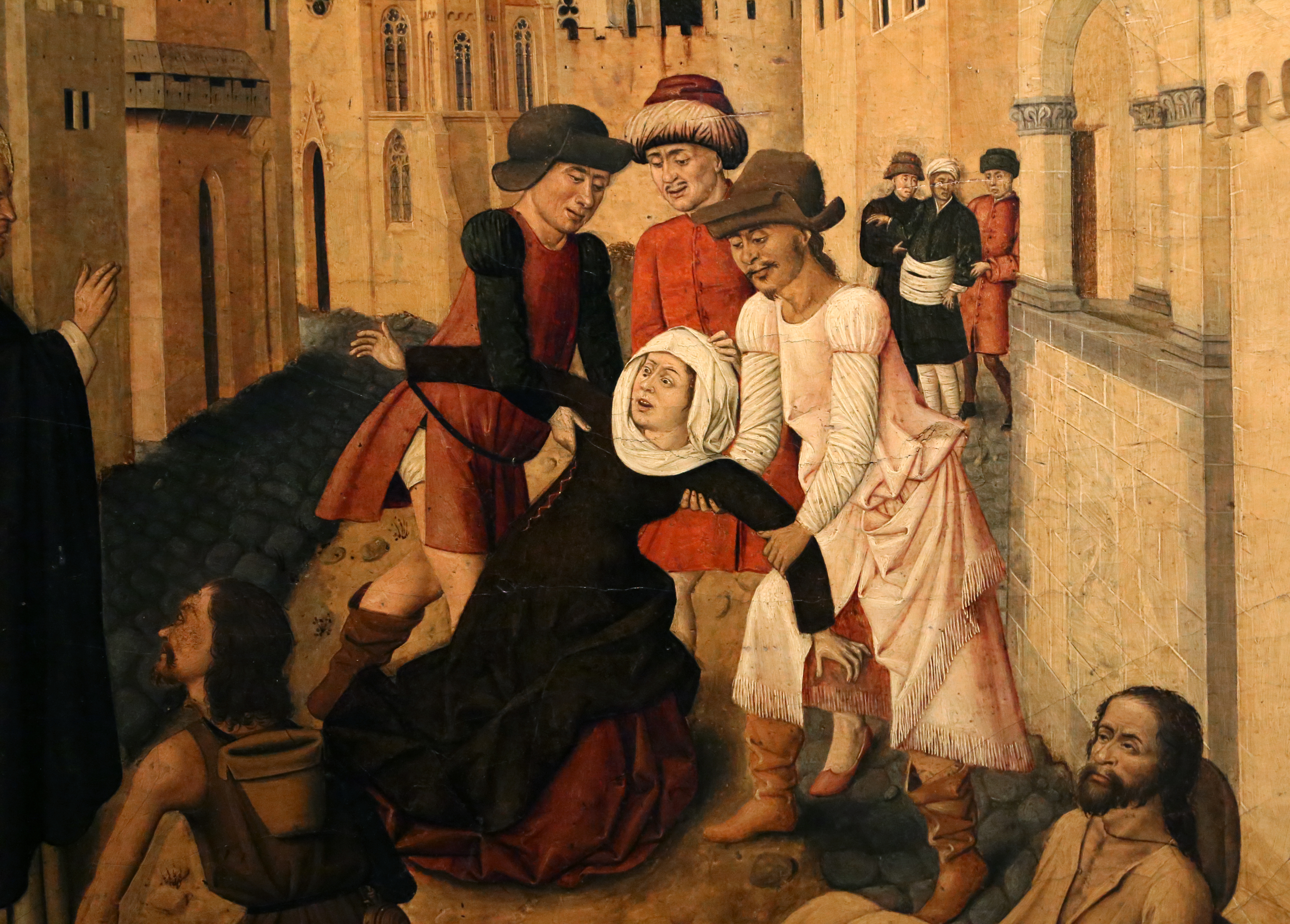
Colantonio, San vincenzo ferrer e storie della sua vita, 1456-57

## Sicilia

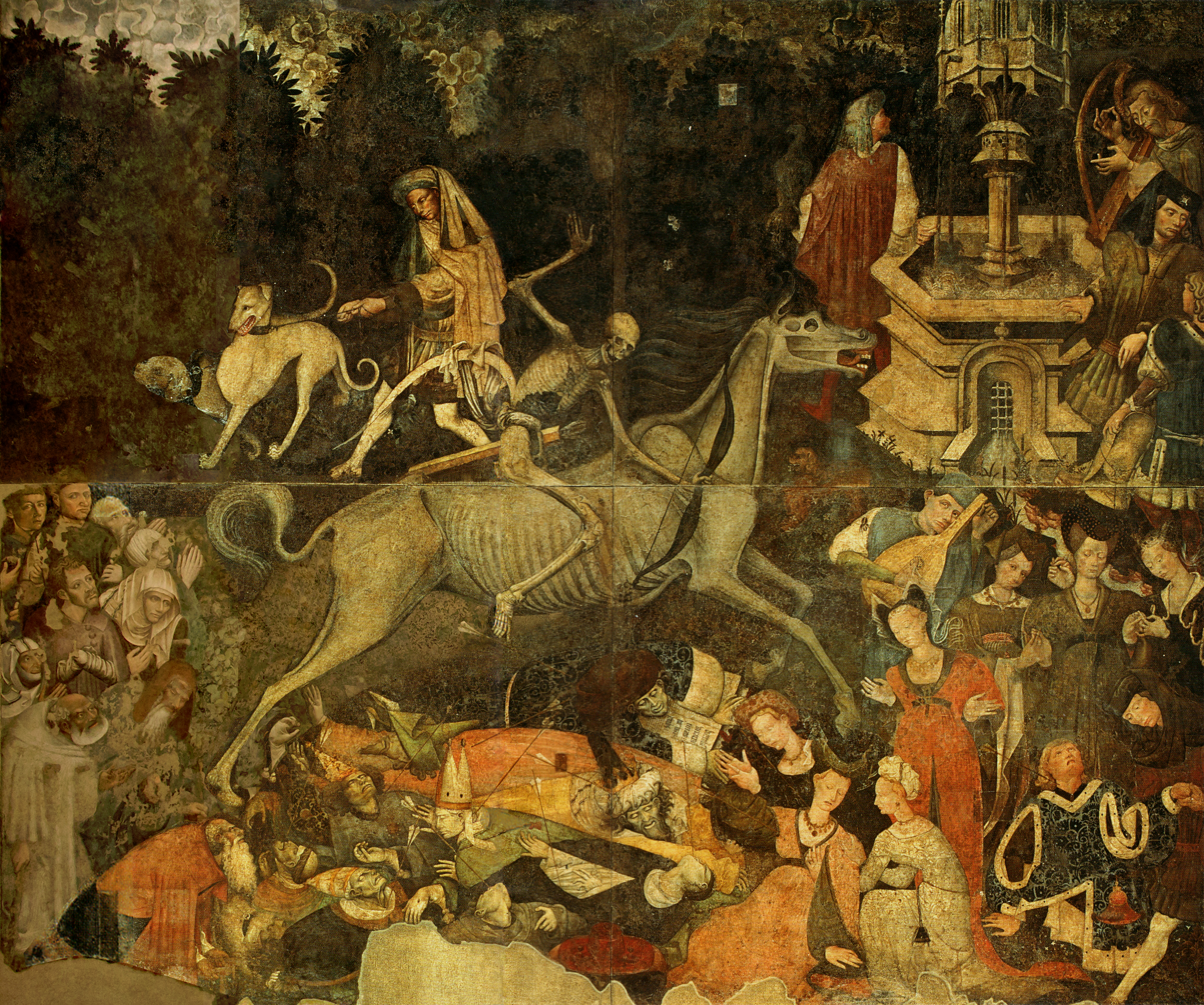
Trionfo della Morte (1446 circa), Palazzo Abatellis, Palermo.

In Sicilia, con l'insediamento di Ferdinando I (1412) e di Alfonso V d'Aragona (che nel 1416 ne fece la sua base per la conquista del Regno di Napoli), si ebbe una rapida fioritura artistica favorita innanzitutto dalla committenza reale, ricca ed esigente, e dal sistema dei commerci e degli scambi culturali con la Catalogna, Valencia, la Provenza, la Francia settentrionale e i Paesi Bassi.
Il miglior frutto di quest'epoca fu il grande affresco del Trionfo della Morte per il cortile di Palazzo Sclafani (oggi staccato e conservato nella Galleria regionale di Palermo), probabilmente commissionato direttamente dal sovrano e caratterizzato da una qualità eccelsa, senza precedenti nell'area. In un giardino irrompe la Morte, su uno spettrale cavallo scheletrito, e lancia frecce che colpiscono personaggi di tutte le fasce sociali e di diverse religioni, uccidendoli. L'iconografia non è nuova e l'attenzione ai dettagli più grotteschi e macabri rivela una mano transalpina. L'espressività è straordinaria, con molti episodi secondari di notevole preziosità: musici e cacciatori che imperterriti continuano le loro attività, personaggi appena sorpresi dalla morte e i dolenti personaggi più umili che invocano la Morte, ma vengono da essa ignorati.
Con l'unione personale del Regno di Sicilia al Regno di Napoli l'isola perse la propulsione di un centro politico che stimolasse un'attività artistica propria. La tradizione locale continuò così a ripetersi, soprattutto in architettura e scultura, rinnovandosi superficialmente e accogliendo isolatamente alcuni elementi dei nuovi linguaggi.

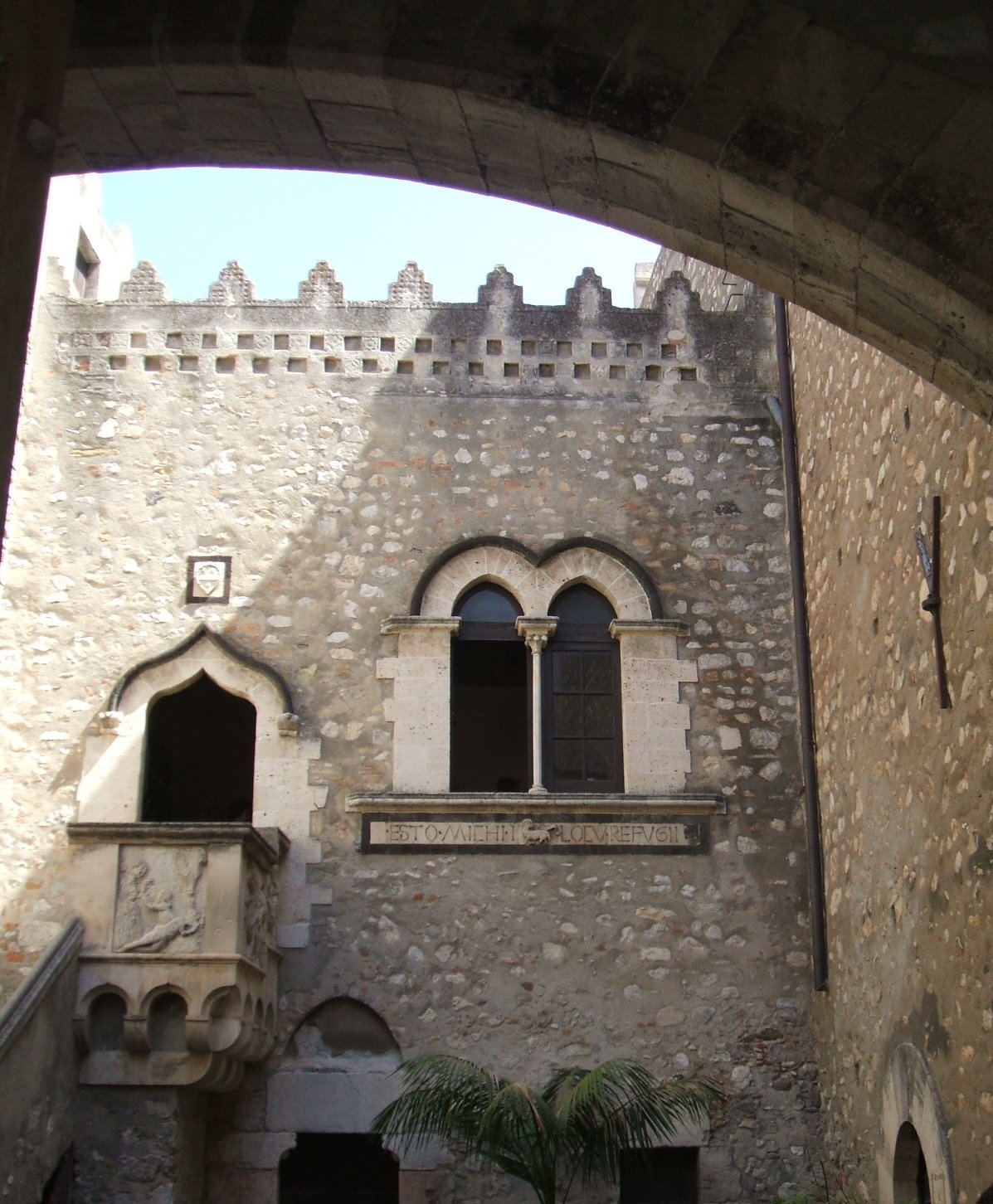
Palazzo di Taormina.
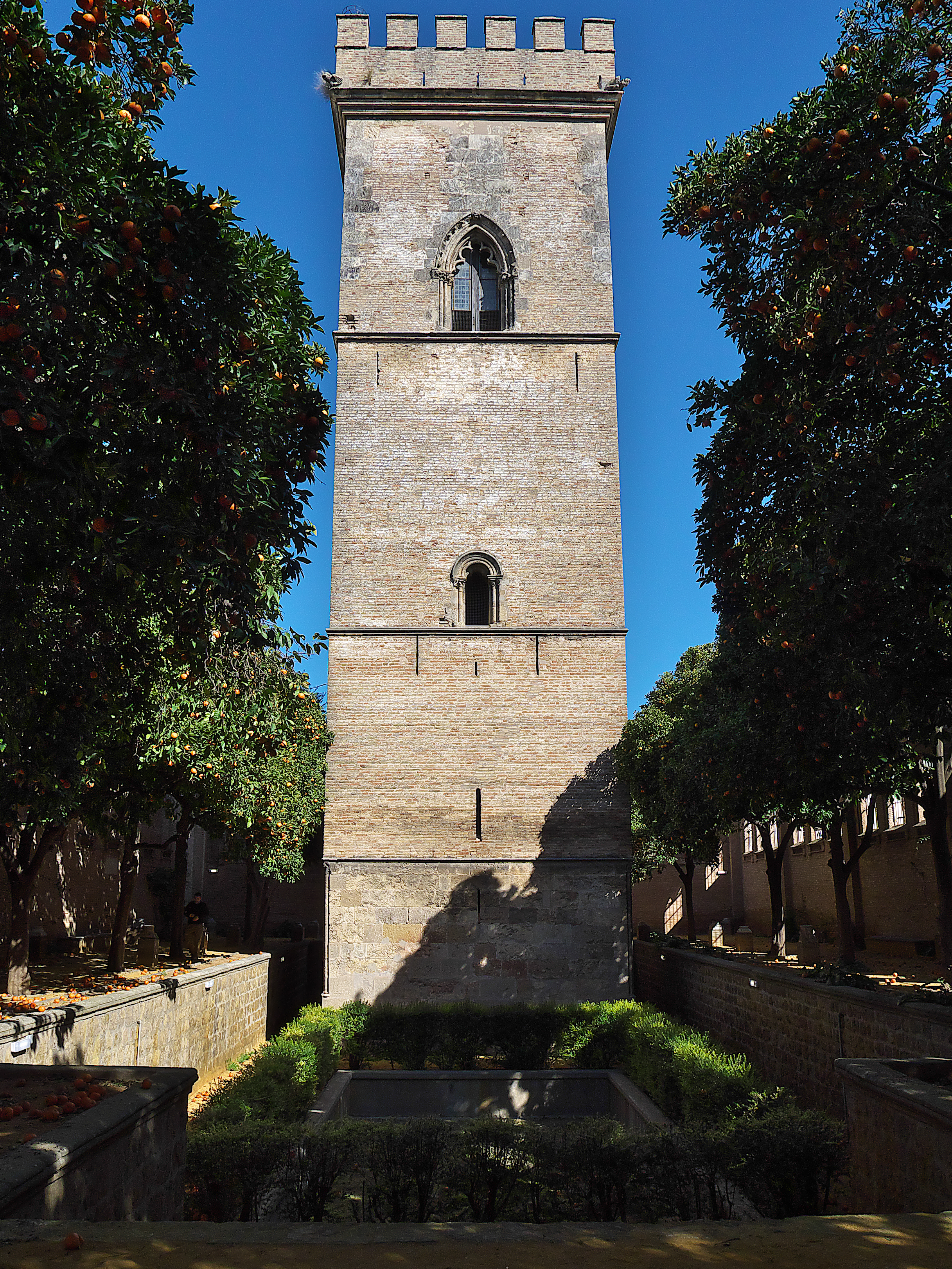
Torre di Federico.
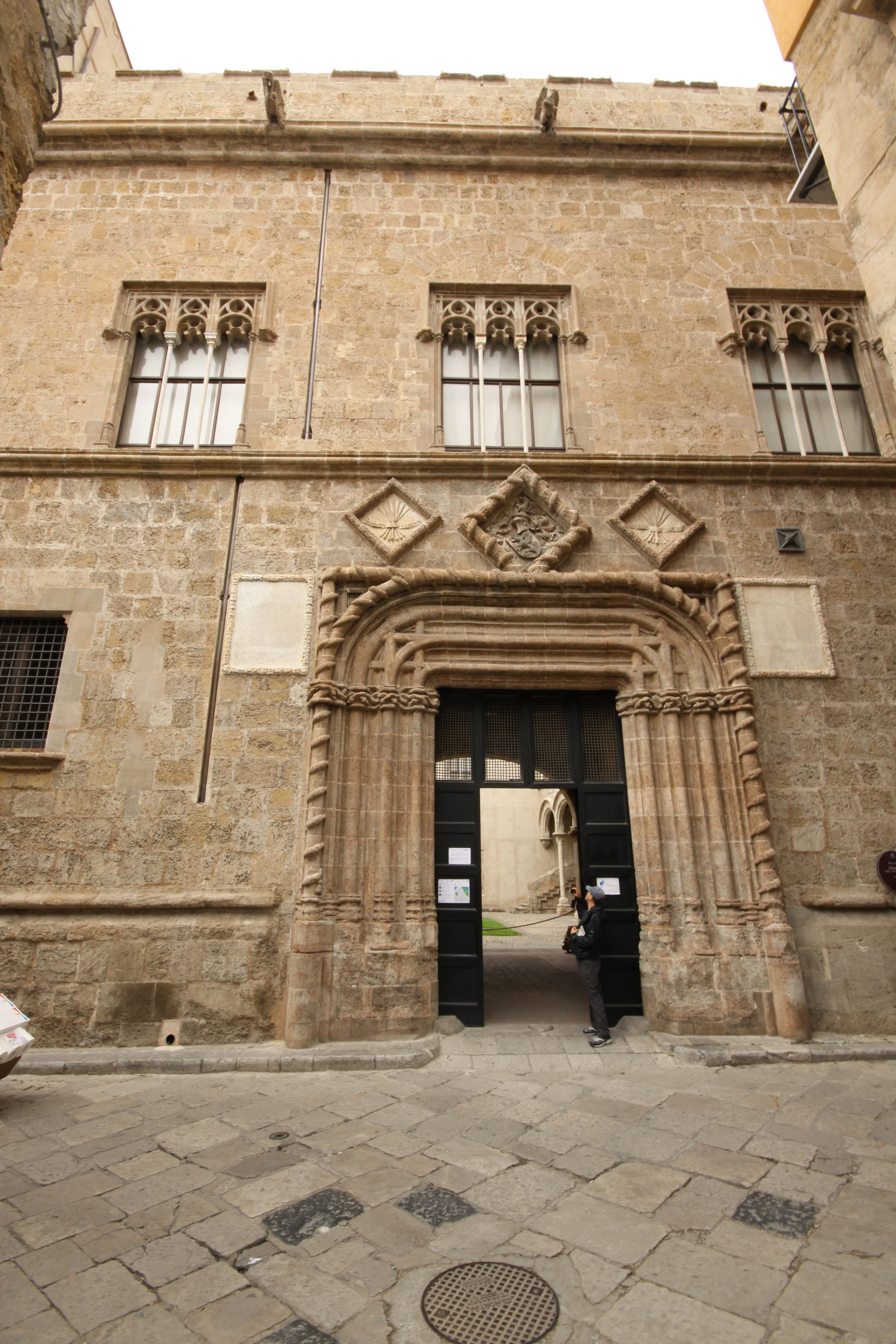
Facciata gotica del Palazzo Abatellis, Palermo.
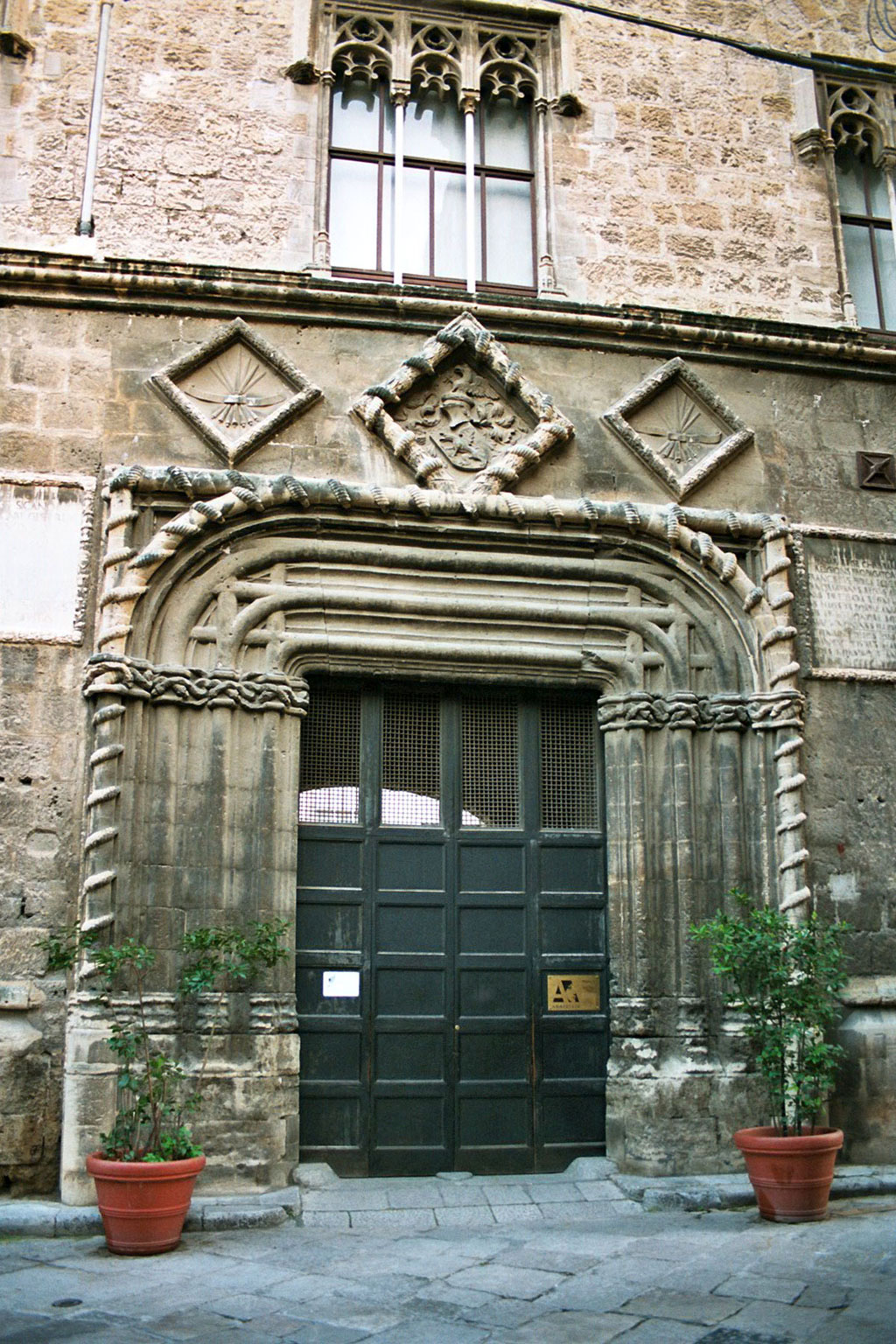
Particolare del portone gotico del Palazzo.
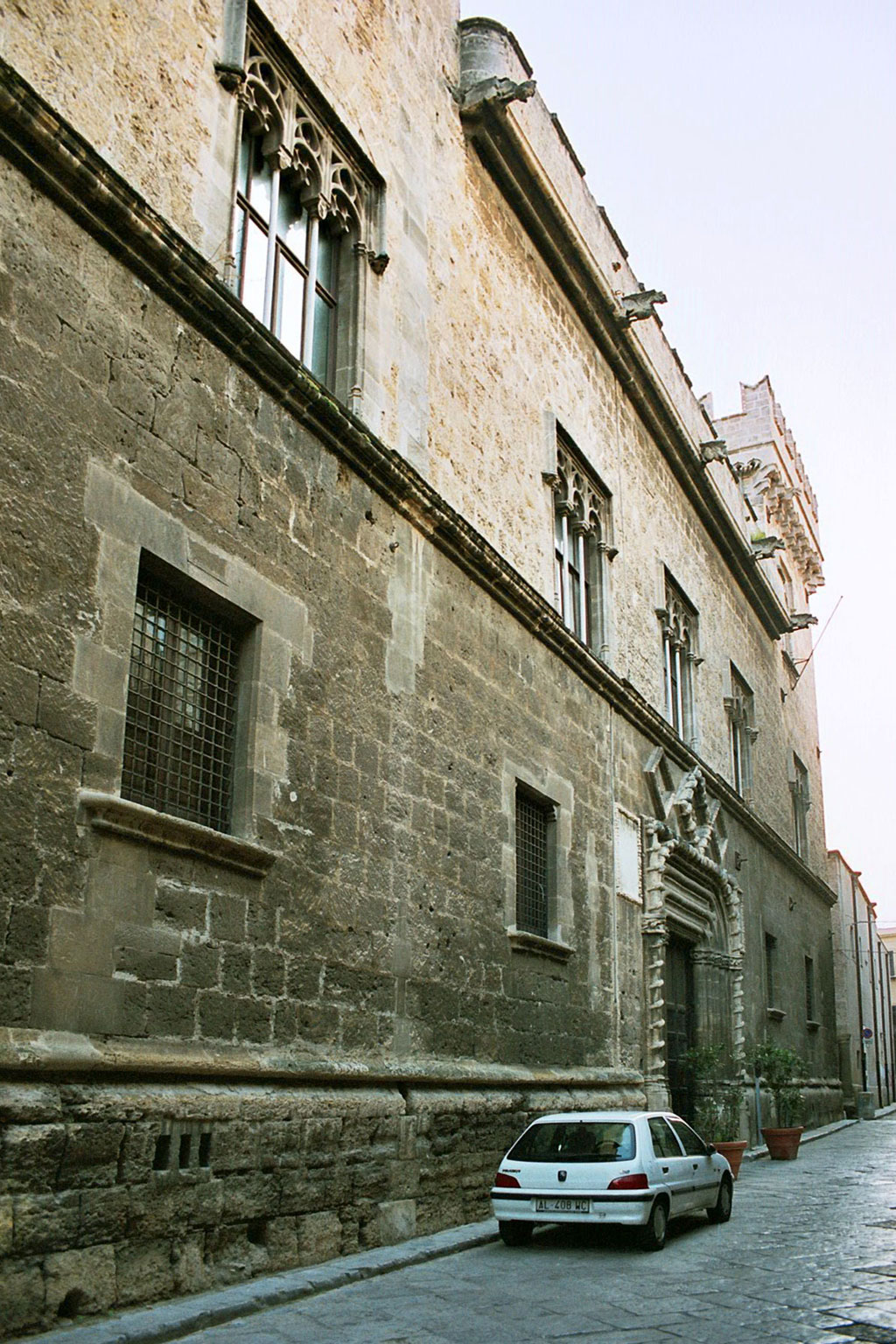
Finestre gotiche in Sicilia.
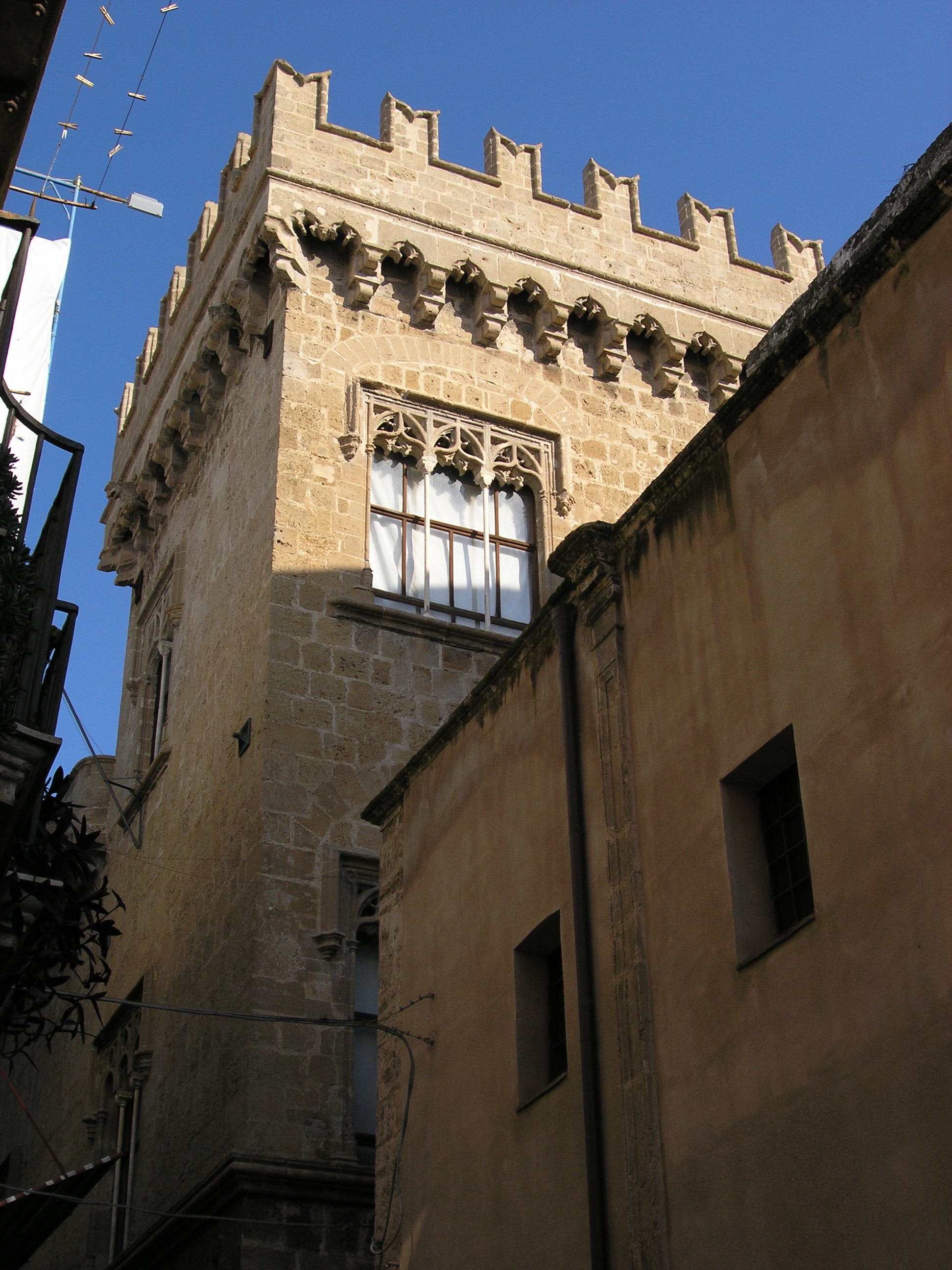
Torre del Palazzo.
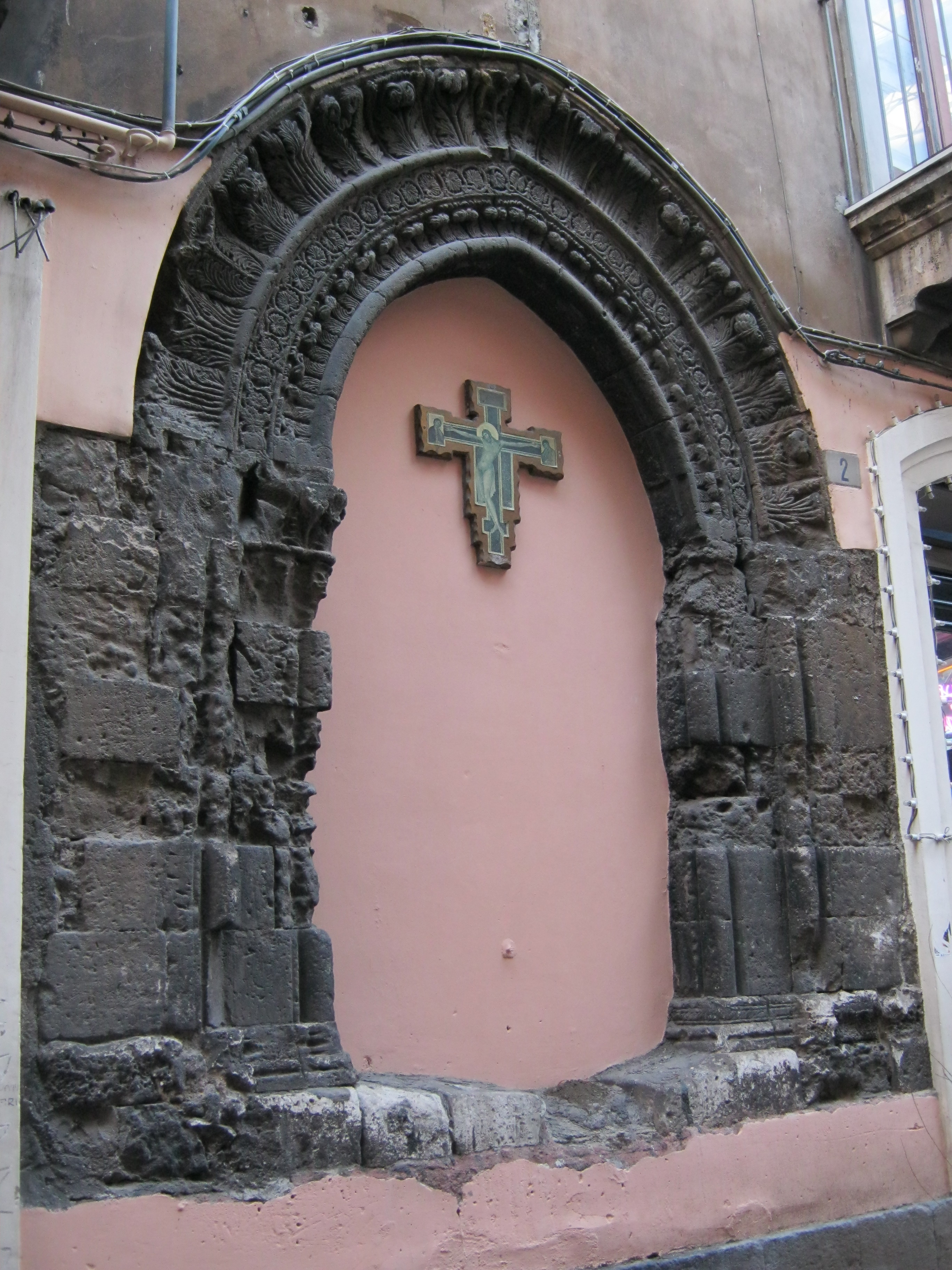
Arco d'ingresso residuo dell'antica chiesa di San Giovanni de' Fleres, a Catania.